# Bad Schauenburg

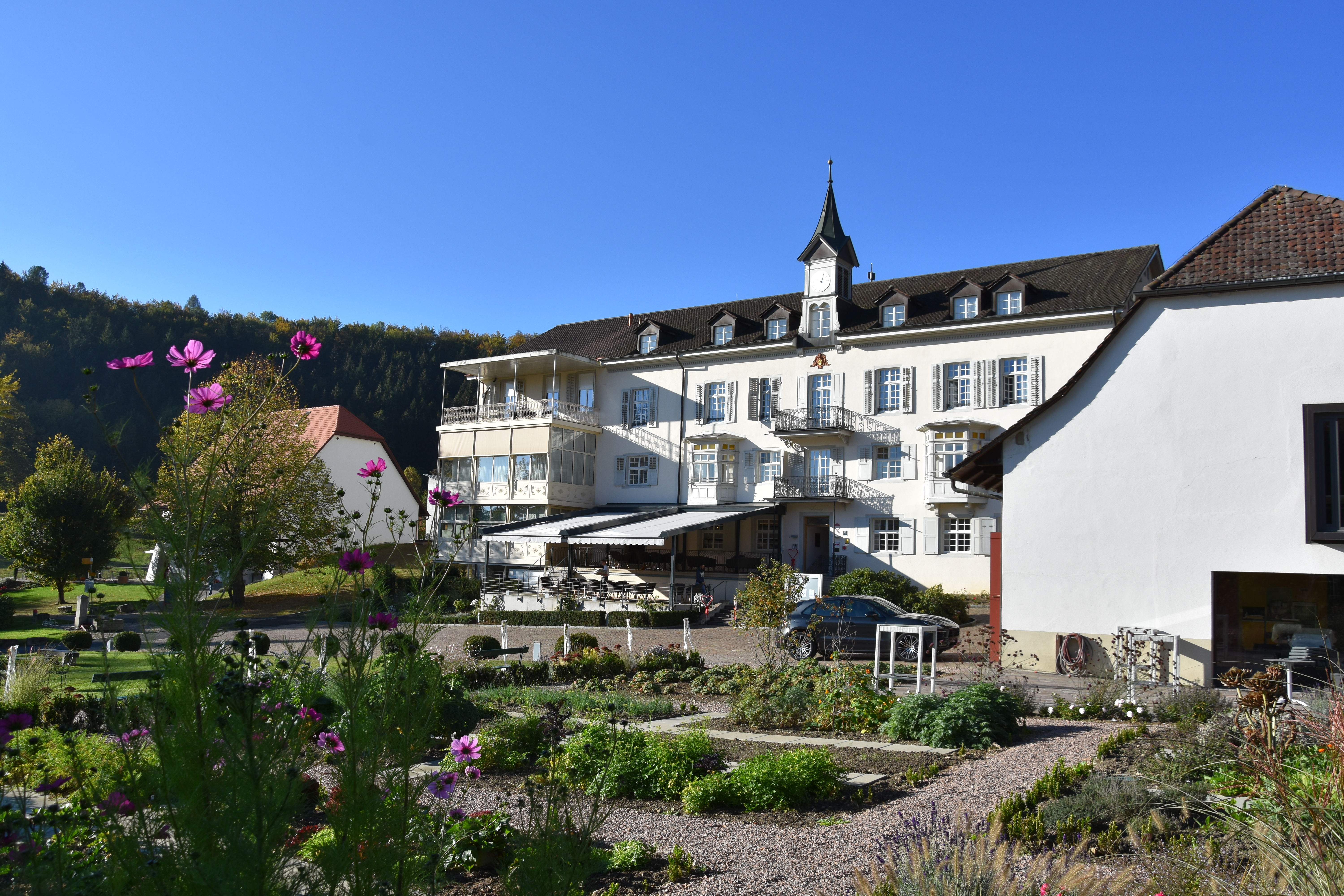
Bad Schauenburg mit Garten

Bad Schauenburg oberhalb Liestal, Baselland, Schweiz, wurde bereits 1644 als Bad durch Samuel Hodel für die damalige Besitzerin Rosine Seiler, Frau des Ratsherrn Hans Jakob Keller von Basel, eröffnet. Die Bedeutung von Bad Schauenburg kam erst mit der Einführung von Solbädern, mit Sole aus Schweizerhalle, in der 2. Hälfte des 19. Jahrhunderts. Der bekannte Radiomoderator Marcel Wunderlin berichtete über Bad Schauenburg, in einer Radiosendung von 1977, über die alte Baselbieter Bäderherrlichkeit: „Im Zentrum der alten Baselbieter Bäderherrlichkeit stand zweihundert Jahre lang das Bad Schauenburg, es war das grösste, nobelste und berühmteste...Schauenburg war genau das, was man sich unter einem solchen Betrieb vorstellen konnte: ein gesellschaftliches Zentrum.“ Der Badbetrieb dauerte bis 1958, danach begann der Umbau in ein Seminarhotel in mehreren Schritten.

## Geschichte
Das heutige Hotel Bad Schauenburg hat seinen Ursprung in einem erstmals 1465 erwähnten Kloster. 1502 wird ein Hofgut Schauenburg erwähnt, welches zur Herrschaft Schauenburg gehörte. Burg und Hofgut gingen in den Besitz der Stadt Liestal. Anno 1643 wurde das Hofgut durch den Ratsherrn und Stadtschreiber, von Liestal, Hans Jakob Keller, von Basel, erworben.

### Mannigfache Besitzerwechsel
1644 eröffnete Badmeister Samuel Hodel den Badebetrieb im Auftrag der Besitzerin Rosine Seiler, Frau des Ratsherrn Hans Jakob Keller, aus Basel. Das Badwasser stammte aus einer Quelle, deren Wasser salpetrige Kalkerde enthielt. Der nächste Besitzer war Johann Zanger. Er verkaufte später das Badhaus mit 16 Betten an Heini Ross. 1672 gelangte das Gut an eine Gant durch den Vogt Sandreuter, im Auftrag von Elisabeth Zanger-Socin. Jedoch behielt die Witwe am Schluss der Gant das Gut und verkauft es dem Liestaler Bürger Michael Strübin. Dieser verkaufte es 1686 weiter an Rudolf Lindenmeier. 1691 gelangte das Bad in die Hände von Oberstleutnant Felix Platter. Seine Tochter verehelichte sich mit dem damaligen Badwirt Roschet. Nach dessen Tod übernahm Witwe Platter das Bad und heiratete Gédéon Steinbrüchel. 1742 erfolgte der Kauf durch Johann Rudolf Beck, Basler Bürger, der das Gut mit einem neuen Badhaus ausstattet. Er dehnte die Teilhaberschaft 1754 auf Joseph Bölmy aus. Aus der damaligen Zeit stammen auch die "Baad- und Aufführungsregeln des Gesund und Heilbaads Schauenburg" von 1762 und erneuert am 13. August 1764 in der veröffentlichten Fassung, welche ein Stimmungsbild der damaligen Badekultur wiedergeben.

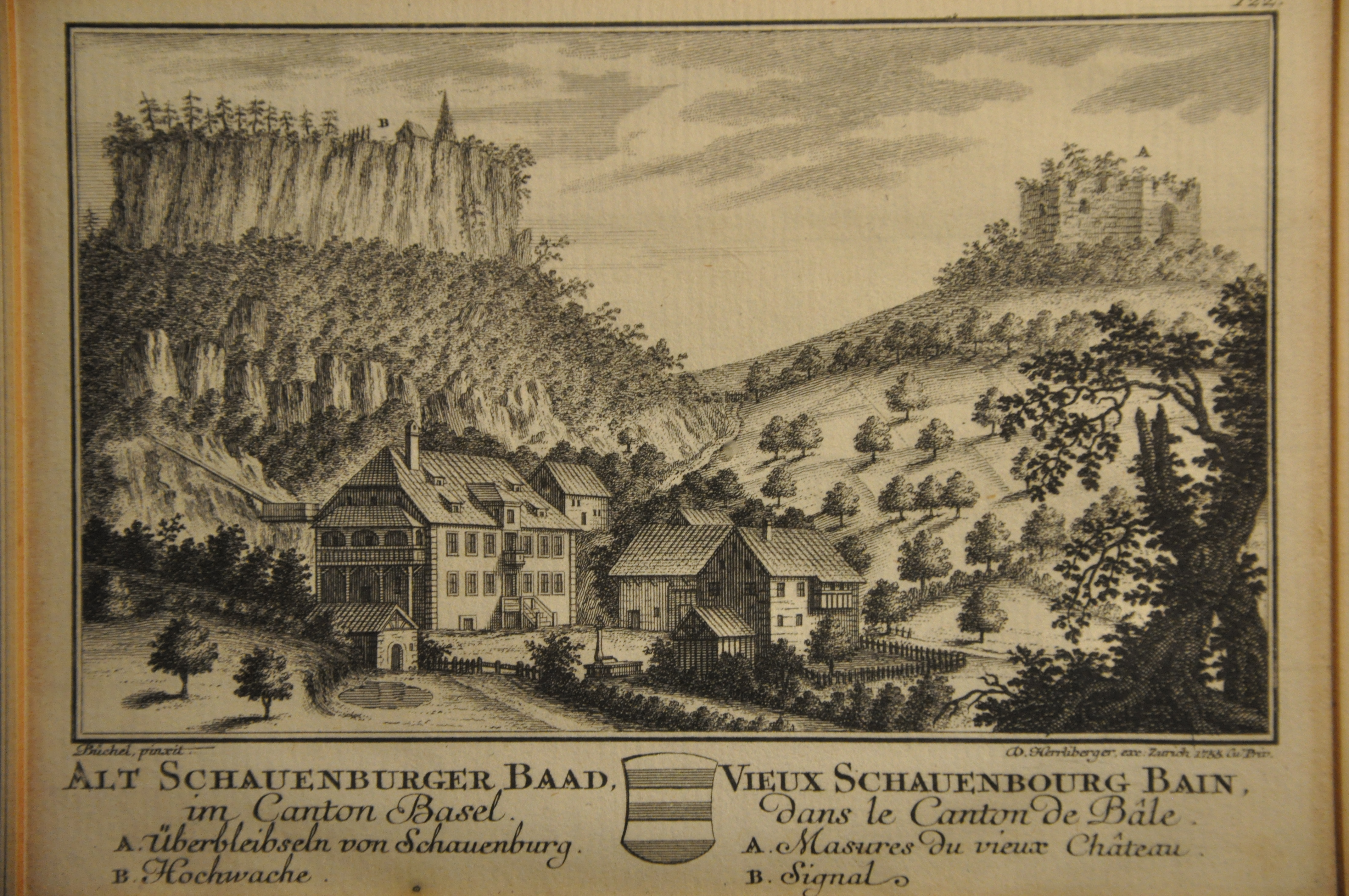
Stich D. Herrliberger nach Zeichnung Emanuel Büchel, 1755

Wiederum gelangt durch den Konkurs Becks das Gut an eine Gant im Jahre 1767, wo es durch das Waisenhaus Liestal ersteigert wurde mit dem Ziel des sofortigen Weiterverkaufs an Siechenpfleger Leonhard Wagner. Chirurg Jakob Schaub kaufte das Gut 1783 und liess 1791 die grosse Scheune erstellen. Mitte Juni 1793 kaufte Ratsherr Emanuel La Roche von Basel das Gut und verkaufte es am 29. April 1812 an Daniel de Philipp Merian weiter.

### Ausbau zum Solbad und Kurhaus in der Ära der Familie Flury
1818 kaufte Rudolf Wassermann Bad Schauenburg. Wegen Bewirtung am Buss- und Bettag wurde er zu 8 Franken Busse verurteilt. Benedikt Flury machte sich schon als junger Knabe auf dem Badebetrieb nützlich und heiratete 1848 Sara Wassermann, sie übernahmen den Betrieb. Durch die Einführung von Solebädern aus dem nahe gelegenen Schweizerhalle und die Umsichtigkeit von Benedikt Flury platzte der Betrieb aus allen Nähten, und es begann die Epoche der Expansion der Gebäulichkeiten. Mit Wagen wurde die Sole angeliefert und in einem Tank hinter dem Hauptgebäude gelagert. Die Badkammern befanden sich im Erdgeschoss des Nordflügels. 1865 wurde das zweistöckige Badhaus mit einem Saaltrakt (heutige Gaststuben) und späterem Anbau von Veranden erweitert.

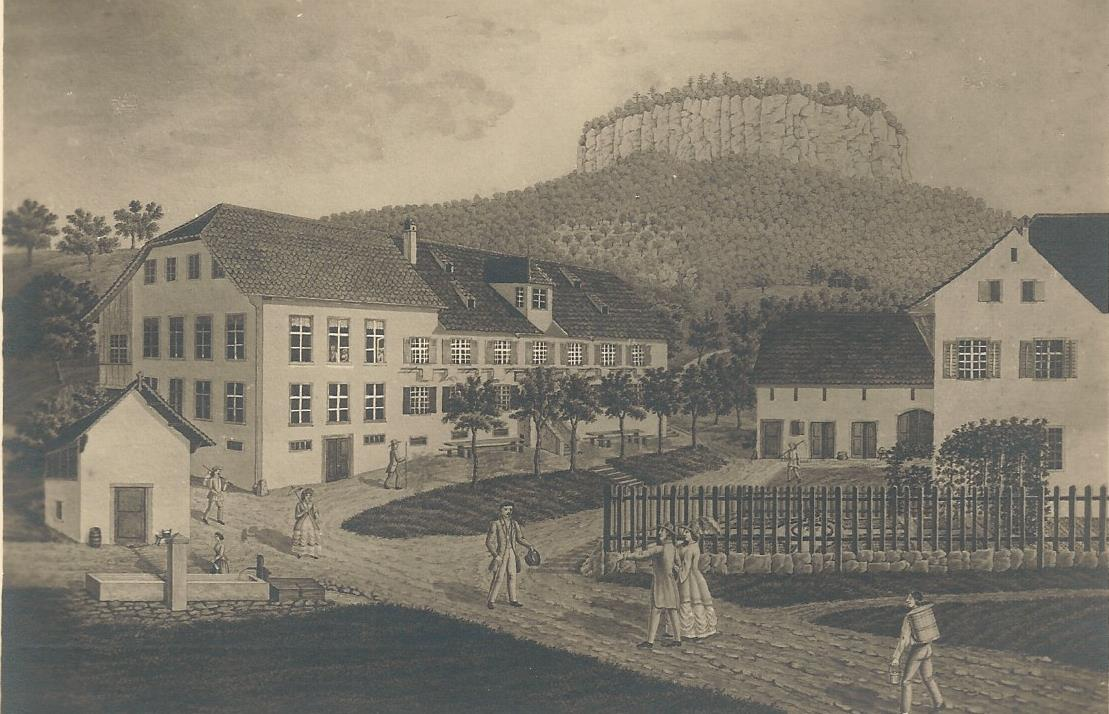
Aquarell von Carl Oppermann, 1865

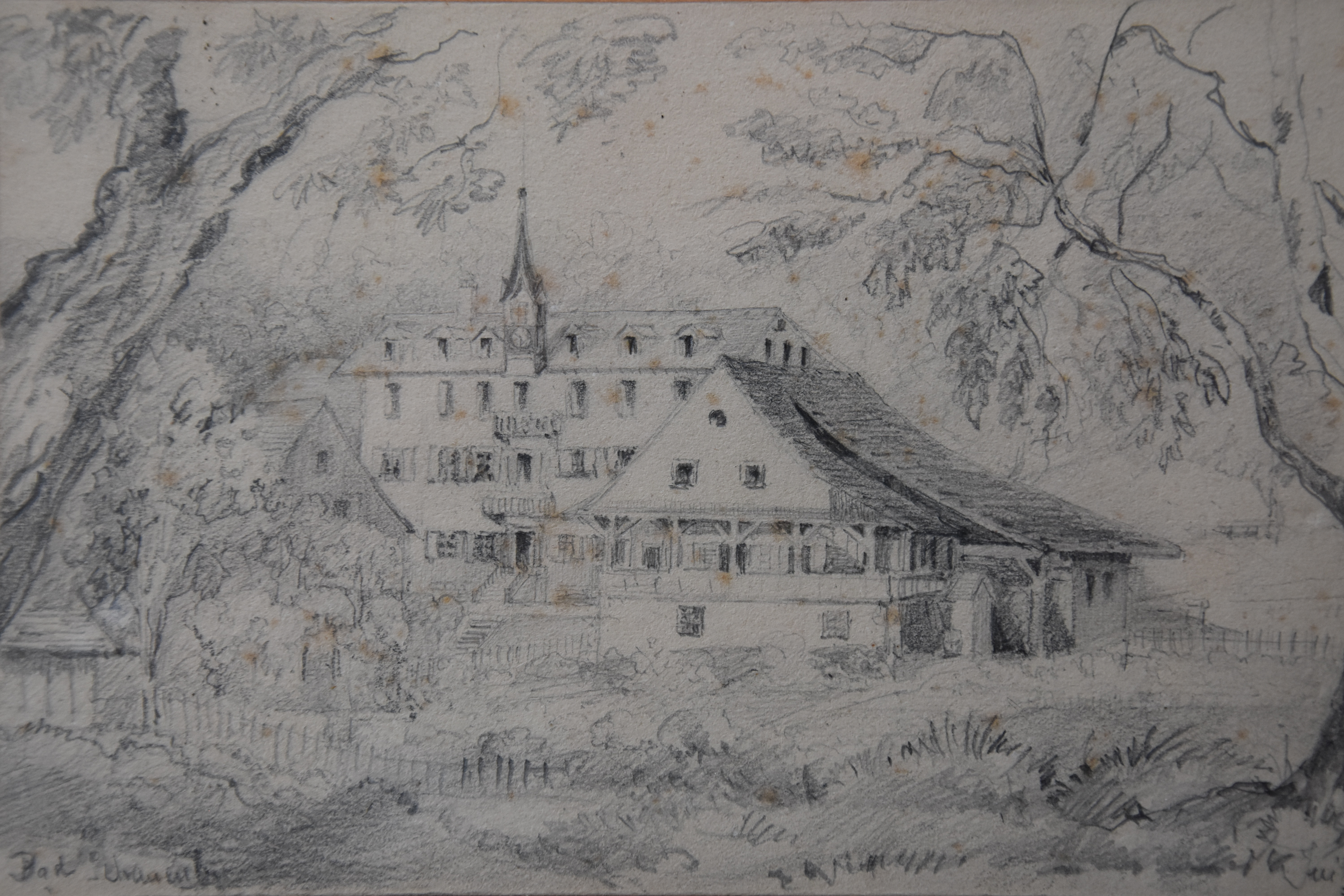
Zeichnung von Joh. Jakob Ulrich, Zürich, 1874

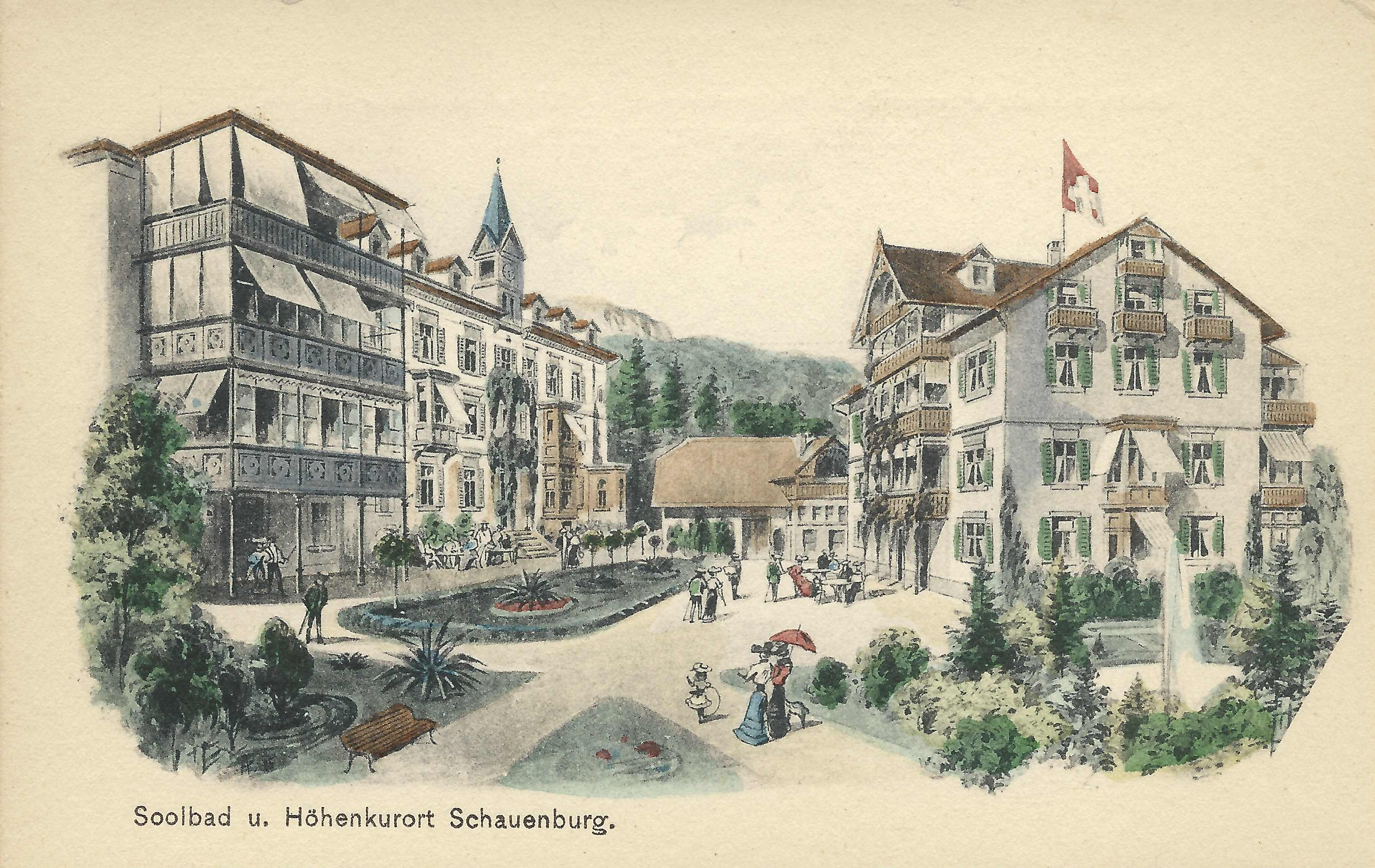
Postkarte Ansicht Hof von Süden ca. 1910

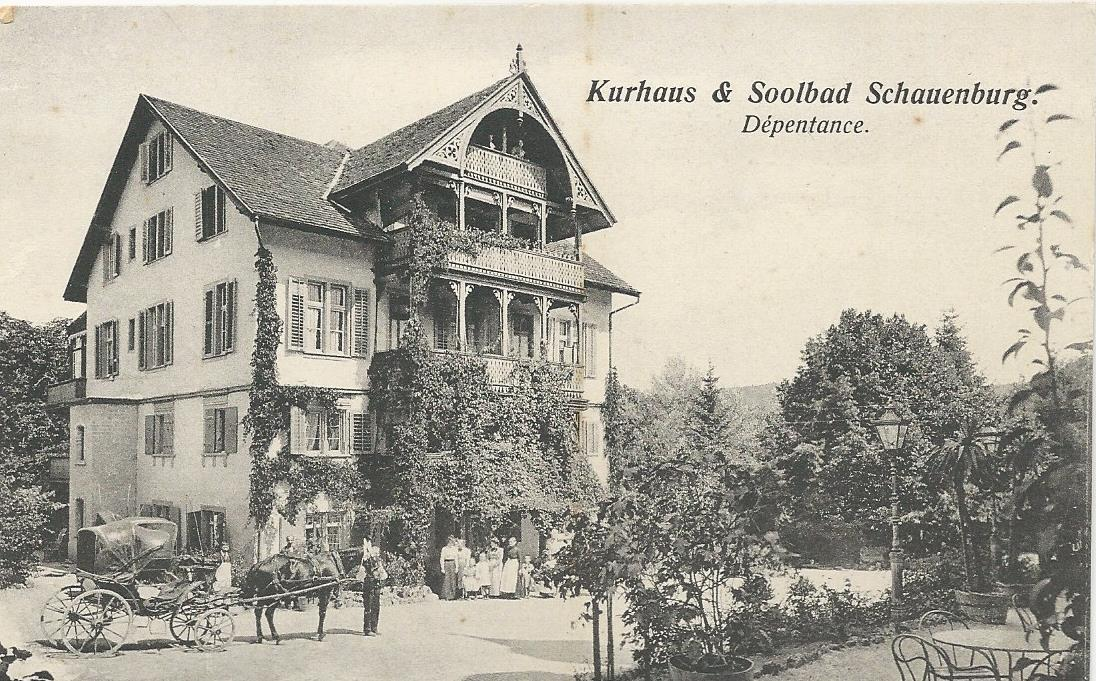
Postkarte Dépendance ca. 1910

Der steigende Fremdenverkehr veranlasste die Erweiterung der Hotelzimmer durch die Aufstockung des Badhauses im Jahre 1874 um ein Stockwerk mit Dachausbauten und Türmchen mit Uhr und Glocke. Das Badhaus bot bereits 80 Gästezimmer. Weitläufige Garten- und Parkanlagen umgaben das Ensemble. In der Folge wurde die dem Hauptgebäude gegenüberliegende Dépendance in mehreren Schritten ausgebaut. Das zweistöckige Gebäude wurde bis auf fünf Stockwerke erhöht und mit Veranden, Balkonen und Dachausbauten erweitert. Die dem Wagenschopf (heutiges Seminargebäude) angegliederte Dépendance II, welche Richtung Garten orientiert ist, erhielt nach 1880 neben den Lauben auch Balkone und eine Veranda sowie einen Turmbau mit einem Wetterhahn als Abschluss, das Gebäude wurde auch lieblich „Doktorhaus“ genannt. Der Name Doktorhaus stammt aus der Zeit bis zum Ersten Weltkrieg, als während der Saison ein Kurarzt anwesend war und im Doktorhaus wohnte. Zwischen dem Ersten und Zweiten Weltkrieg diente das Doktorhaus als Sommerresidenz einer namhaften Basler Bankiersfamilie.
Im Jahre 1884 übernahm der älteste Sohn Emil Flury das Bad und führte den Ausbau fort. Er pflegte auch eine grosse Landwirtschaft. Neben dem Hofgut „Badacher“ gehörten auch der Bauernhof Goldbrunnen und ein Bauernhof des Weilers Rösern dazu.

### Kirschensorte Schauenburger oder Fluryaner
Emil Flury unternahm in der ruhigen Winterzeit ausgedehnte Reisen, auch auf andere Kontinente. Um 1900 brachte Emil Flury ein Kirschenedelreis von einer Reise aus dem Libanon mit. Durch Pfropfen an eigenen Kirschbäumen entstand eine neue Kirschensorte. Diese wurde zuerst Fluryaner und später Schauenburger genannt. Diese entwickelte sich zur wichtigsten spätreifenden Tafelkirschensorte. Der Lebemann Emil Flury führte eine ungenügende Buchhaltung, auch führte er ausländische Biersorten ein. Die Situation wurde bald von einigen Lieferanten ausgenutzt, indem sie Emil Flury ihre Waren oder Leistungen mehrfach in Rechnung stellten. Als Emil Flury dies bemerkte, war es bereits zu spät, und der Konkurs wurde über Emil verhängt. Mangels schriftlichen Beweisen konnte er am Gericht Liestal seine Unschuld nicht geltend machen. Er fühlte sich ungerecht behandelt, und ein zutiefst enttäuschter Emil Flury kehrte der Welt den Rücken zu. Er konvertierte und lebte fortan im Kloster Valsainte bis im Alter von 90 Jahren. Seine Kirschensorte Schauenburger lebt jedoch weiter, sie wurde als "Schweizer Obstsorte des Jahres 2016" gekürt.

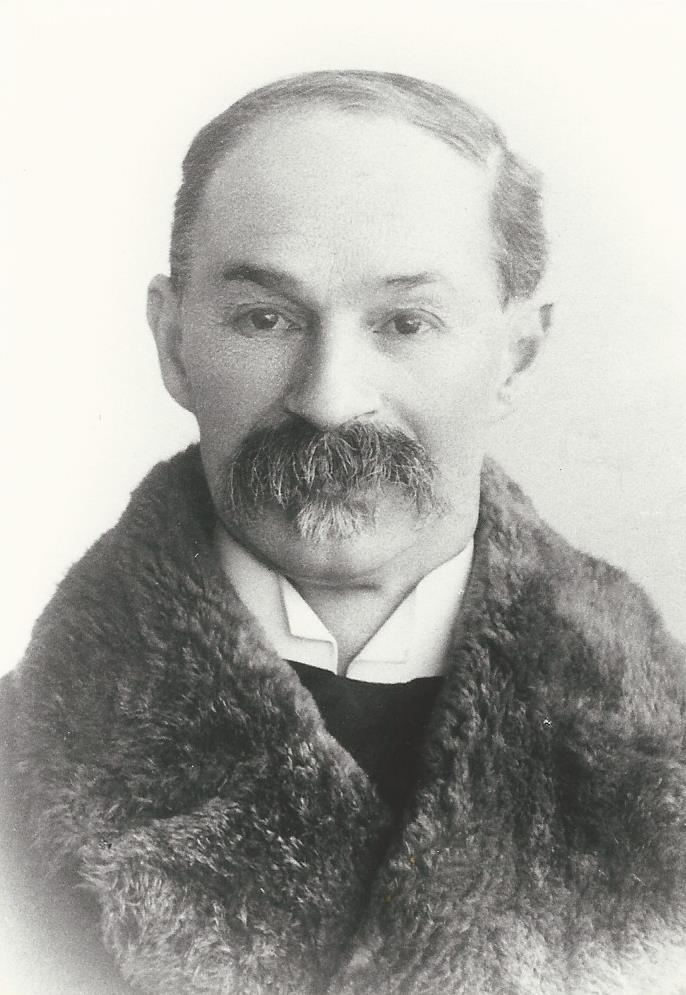
Emil Flury ca. 1900, Begründer der Kirschensorte Schauenburger

1906 übernahmen seine Neffen Rudolf und Alfred Flury das mit Schulden belastete Bad. Der stete Erneuerungsbedarf führte 1916 zur Trennung der beiden Brüder und zur Gründung einer Aktiengesellschaft durch Rudolf Flury, unter Einbindung von Lieferanten und Bekannten. Über die nächsten Jahre erfolgten mehrere Renovationen; und die Geschäfte erlaubten den schrittweisen Rückkauf beinahe aller Aktien durch Rudolf Flury, bis auf einige die im Besitze der Brauerei Ziegelhof verblieben.
In der Folge wurden die Gebäulichkeiten laufend renoviert und die Anlage um einen Rossstall südlich des Hotels erweitert im Jahre 1920. Die Badezimmer wurden vom Erdgeschoss in die Nähe der Gästezimmer verlegt, und der freiwerdende Raum erlaubte die Vergrösserung des Salons im Erdgeschoss im Jahre 1930. Eine Attraktion in der damaligen Zeit wurde im Jahre 1930 mit dem Bau eines 300 m² grossen Schwimmbades aus Beton geschaffen, an Stelle des Weihers. Dies war das erste grössere Schwimmbad in der Gegend. 

### Im Zweiten Weltkrieg

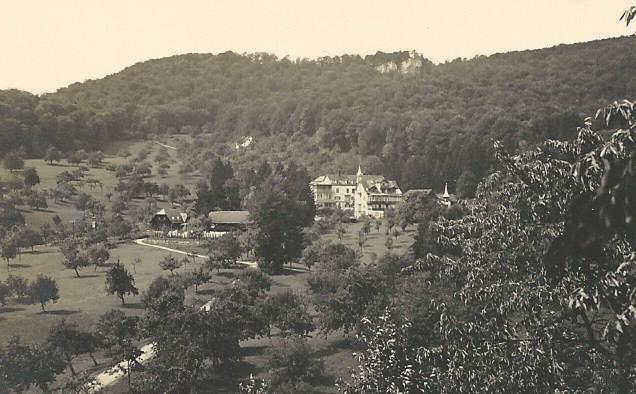
Ansicht von Osten, 1935

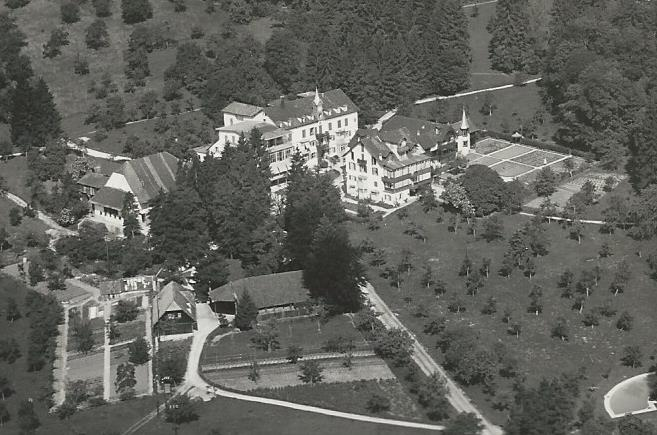
Luftaufnahme ca. 1935

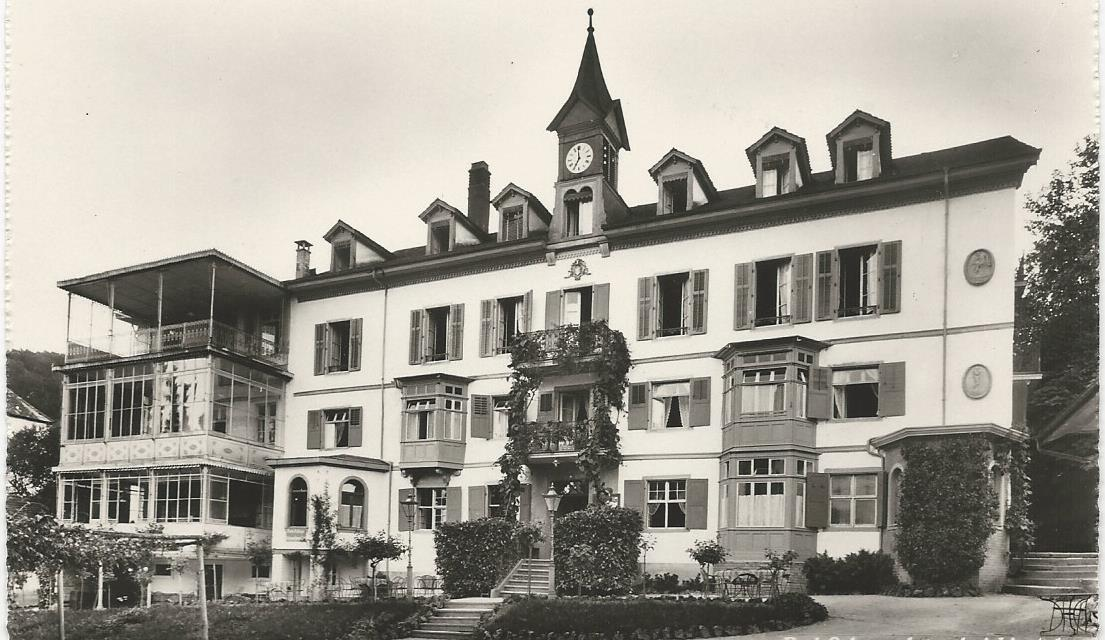
Postkarte Hauptgebäude ca. 1930

Während des Zweiten Weltkriegs wurden Teile der Hotelliegenschaft bis 1942 durch das Militär belegt. Von 1942 bis 1944 waren im 1. Stock des Saalbaus männliche, orthodoxe jüdische Flüchtlinge untergebracht. Diese bauten die heutige Strasse nach der Abzweigung Bad Schauenburg Richtung Schönmatt und schufen damit eine Verbindungsstrasse zwischen Liestal und Arlesheim. Zuvor führte der Weg nach Schönmatt links vom Hauptgebäude vorbei. Eine separate Küche auf dem Gelände ermöglichte koscheres Essen, es wurden auch religiöse Veranstaltungen durchgeführt. Restaurant und Hotelbetrieb wurden während den Kriegsjahren aufrechterhalten. Durch die gesperrten Wälder war Bad Schauenburg für Wanderer jedoch nur begrenzt erreichbar.
In den Jahren 1945/46 wurden durch die Kriegsjahre arg in Mitleidenschaft gezogene Gebäulichkeiten renoviert. Unter der Leitung des damals jungen Architekten Ernst Cueni aus Liestal wurde die noch heute vorhandene Gaststube mit Täfer geschaffen und der Saal im Erdgeschoss neu gestaltet. Durch den plötzlichen Tod von Rudolf Flury im Juli 1945 übernahm seine Witwe Martha Flury-Hirt mit ihren beiden Töchtern Gret und Hanny den Betrieb bis im Jahre 1958.

### Kauf durch J.R. Geigy AG (später Novartis)
Die Firma J.R. Geigy AG (später Novartis) kaufte 1958 das Bad durch Übernahme sämtlicher Aktien. Sie stellte den Badebetrieb ein, baute das Schwimmbad in einen Weiher zurück und begann das Hauptgebäude schrittweise zu renovieren. Der Betrieb wurde in ein modernes Tagungshotel umgewandelt. Die beiden Dépendancen wurden schrittweise abgebrochen. 1960 entstand an der Stelle der grossen Dépendance eine Gartenwirtschaft für Wanderer. In der Folge wurden weitere Gebäulichkeiten abgerissen, zu erwähnen sind das Doktorhaus und das Waschhaus im Jahre 1973 und die Reithalle 1979. Weiter wurden der Boccia-, Croquet- und der Tennisplatz aufgegeben und das Innere der Gebäulichkeiten mit prächtigen Fassadenschränken und bedeutenden Möbeln des 16. bis 18. Jahrhunderts verschlankt.
1969 wurden im Tagungshotel durch die Leitungen der Ciba und der J. R. Geigy AG die massgebenden Entscheide für die im 1970 erfolgte Fusionierung der beiden Konzerne gefällt. Im Jahre 1979 erfolgte eine umfassende Sanierung mit Entkernung der oberen Stockwerke. 1983 wurde Alfred Häring als neuer Pächter verpflichtet. Durch ausgezeichnete Führung und bestens ausgebildetes Personal wird der Restaurantbetrieb des heutigen Hoteliers Häring alljährlich mit Auszeichnungen gekrönt. 1996 wurde die ehemalige Remise zum modernen Tagungszentrum umfunktioniert, und 2004–2011 erfolgten weitere Innen- und Aussenrenovationen sowie eine Neugestaltung der Gartenlandschaft nach sorgfältiger Analyse der historischen Elemente. Der Erfolg liess Familie Häring im Jahre 2013 ihre 30-jährige Tätigkeit auf Bad Schauenburg feiern.

### Neue Chance für Bad Schauenburg beginnt mit der Ära von Familie Grogg
Eine Portfolio-Überprüfung durch Novartis legte die Veräusserung zahlreicher Liegenschaften nahe, so auch die des Bad Schauenburg. 2015 wurden die Hotelliegenschaft und das Grundstück aus der Bad Schauenburg AG ausgegliedert und an den Baselbieter Unternehmer Dr. h. c. Peter Grogg veräussert. Zahlreiche Baugesuche wurden seither realisiert. Neben der Errichtung eines neuen Personalhauses wurde das 1794 errichtete Oekonomiegebäude, südlich des Hauptgebäudes, zum Restaurant zum Schauenegg umgebaut. Dieses steht nun als gepflegter Gastrobetrieb den Gästen zur Verfügung. An schönen Tagen kann die Schauenburger Landschaft auf der Sonnenterrasse des Schaueneggs genossen werden. Das Hotelgebäude wurde gründlich umgebaut, um einen Zimmer-/Seminarraum-Trakt erweitert und erstrahlt seit der Wiedereröffnung im September 2018 in neuem Glanz mit allem Komfort, was das digitale Zeitalter abverlangt. Für Kontinuität und Erfolg im Betrieb wird durch die Familie Häring gesorgt, so ist mit Stéphanie Häring als Directrice die nächste Generation am Steuer. Damit ist Bad Schauenburg für das 21. Jahrhundert und die stetig wachsenden Anforderungen gerüstet, um weiterhin als Juwel des Baselbiets strahlen zu können.

## Das Leben im Solbad und Kurhaus Schauenburg
Bad Schauenburg hatte bereits im Jahre 1762 eine eigene Badordnung „Baad- und Aufführungsregeln des Gesund und Heilbaads Schauenburg“, die das Badeleben damals regeln sollte. Sie wurde im Jahre 1764 erneuert, von der noch heute Exemplare existieren (s. Bilder unten). Aus den 20 Punkten soll der 19. erwähnt werden: „Alle Ohrenbläser, Sonderlinge und Murrolfen sollen gänzlich von hinnen verbannisiert seyn, es seye dann Sach, dass sie Besserung versprechen.“
Bereits 1876 wurde eine Gäste- und Fremdenliste erstellt und als Souvenir versandt. Darunter fanden sich zahlreiche Gäste aus Basel, Bern, Mulhouse, aber auch Baronin von Bock aus Wiesbaden. In einer Liste von 1889 fanden sich weitere internationale Gäste ein, Mehrfachnennungen aus Strassburg, Nancy, Paris, London, Birmingham, Karlsruhe etc.
1900 wurde in einem Inserat in Liestal und seine Umgebung mit dem Ausspruch von Prof. Mieg, aus Basel, geworben: „Schauenburg ist unübertroffen bei Schlaflosigkeit und bei Störungen der Blutmischung, als Blutarmut und Bleichsucht“. Weiter erwähnt wurde, dass das Anwesen 125 Familienappartements in drei Gebäuden umfasst, darunter 40 mit Salons, Lauben und Balkonen. „Für Vergnügungen ist reichlich gesorgt mit Konzerten, Theatervorstellung, Bälle, Kinderfeste, Schifffahrt, Fischerei, Ponnyequipagen für Kinder, Esel und Reitpferde. Billardsaal – Evangelischer und katholischer Gottesdienst – Apotheke. Kurarzt im Hause ...Inhalationsraum, Halbbäder mit Massage. Moorbäder, genau wie in Franzensbad, ersparen eine teure Badereise nach Böhmen. Kohlensaure Soolbäder als Ersatz für Nauheim. Wozu Apparate wie im Viktoriabad in Baden-Baden. Fangobehandlung und Fangobäder mit Fango von Battaglia“.
Die Sole aus Schweizerhalle wurde per Tankwagen angeliefert und hinter dem Haus, beim Küchenanbau, in einem Reservoir gelagert. Über ein Leitungssystem gelangte die Sole in die Badewannen.
Ein Gast namens „Dr. W.“ umschrieb ca. 1920 die Atmosphäre: „...und dass auf der Schauenburg dieser gesellschaftliche Geist regiert, wissen wir, die wir dort oben so manches Male gefiveo’clockt und gedinniert haben aus Erfahrung...“.

## Bilder

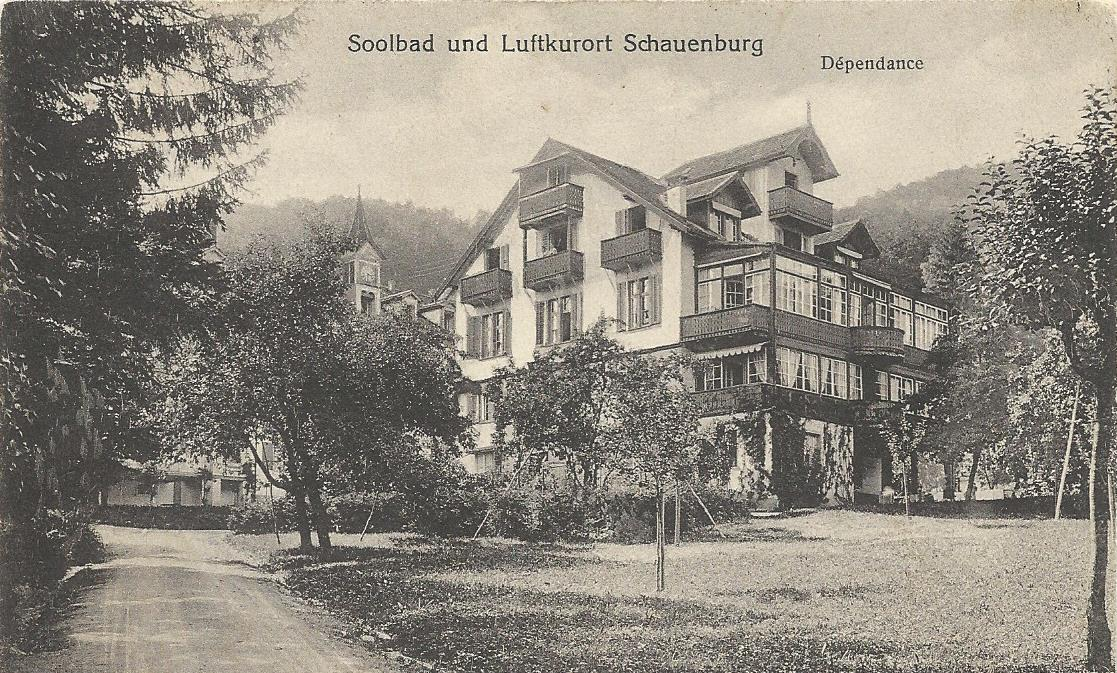
Bad Schauenburg, Postkarte ca. 1910
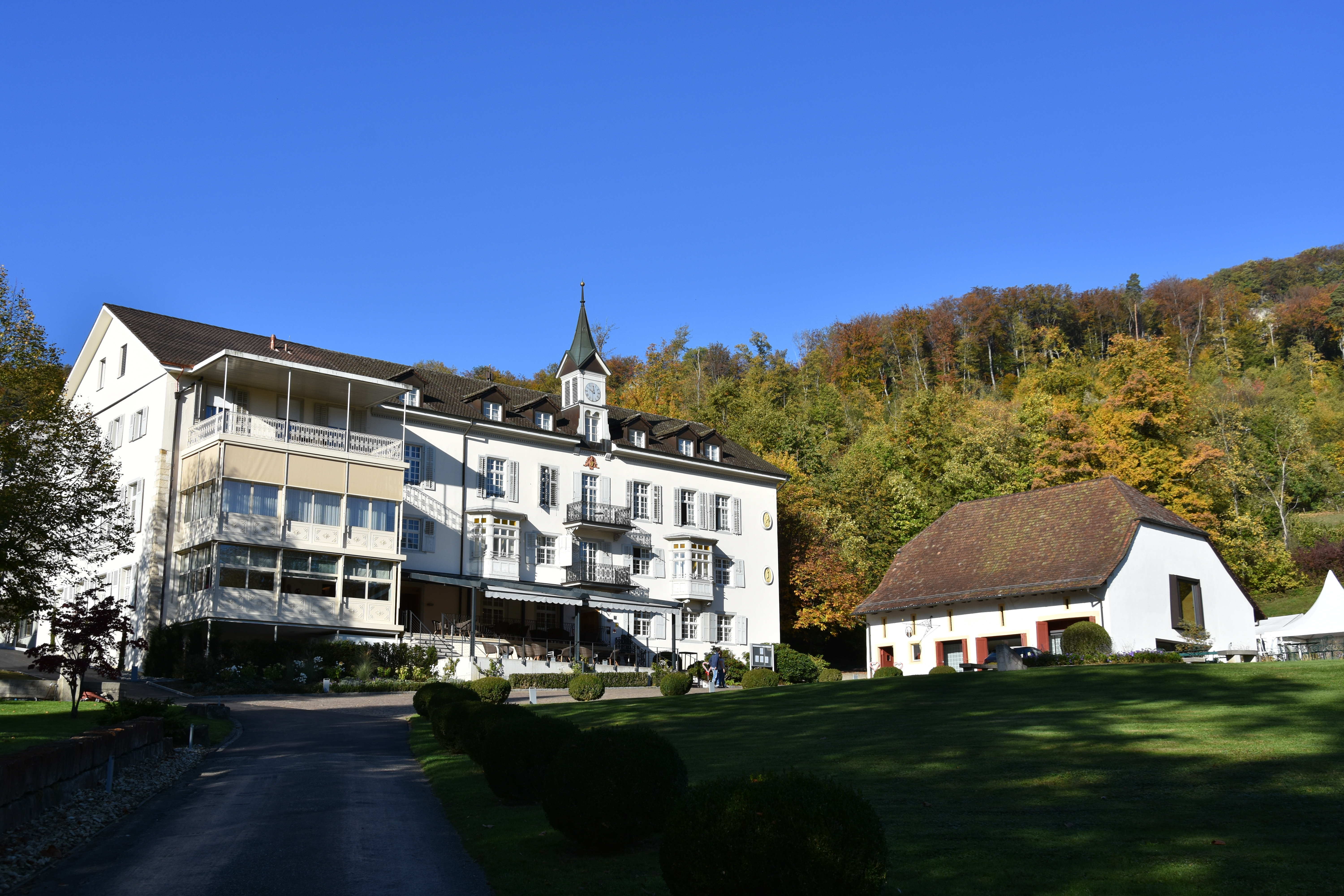
Bad Schauenburg von Osten – Okt. 2018
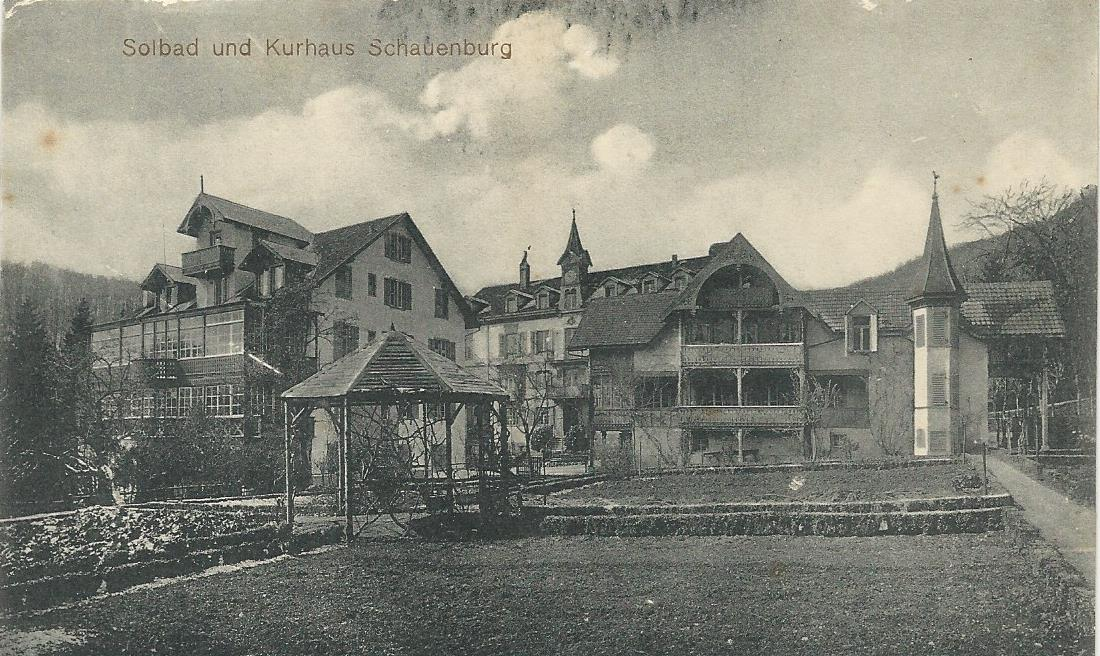
Bad Schauenburg vom Garen aus mit Dépendance I und II (Doktorhaus) ca. 1910
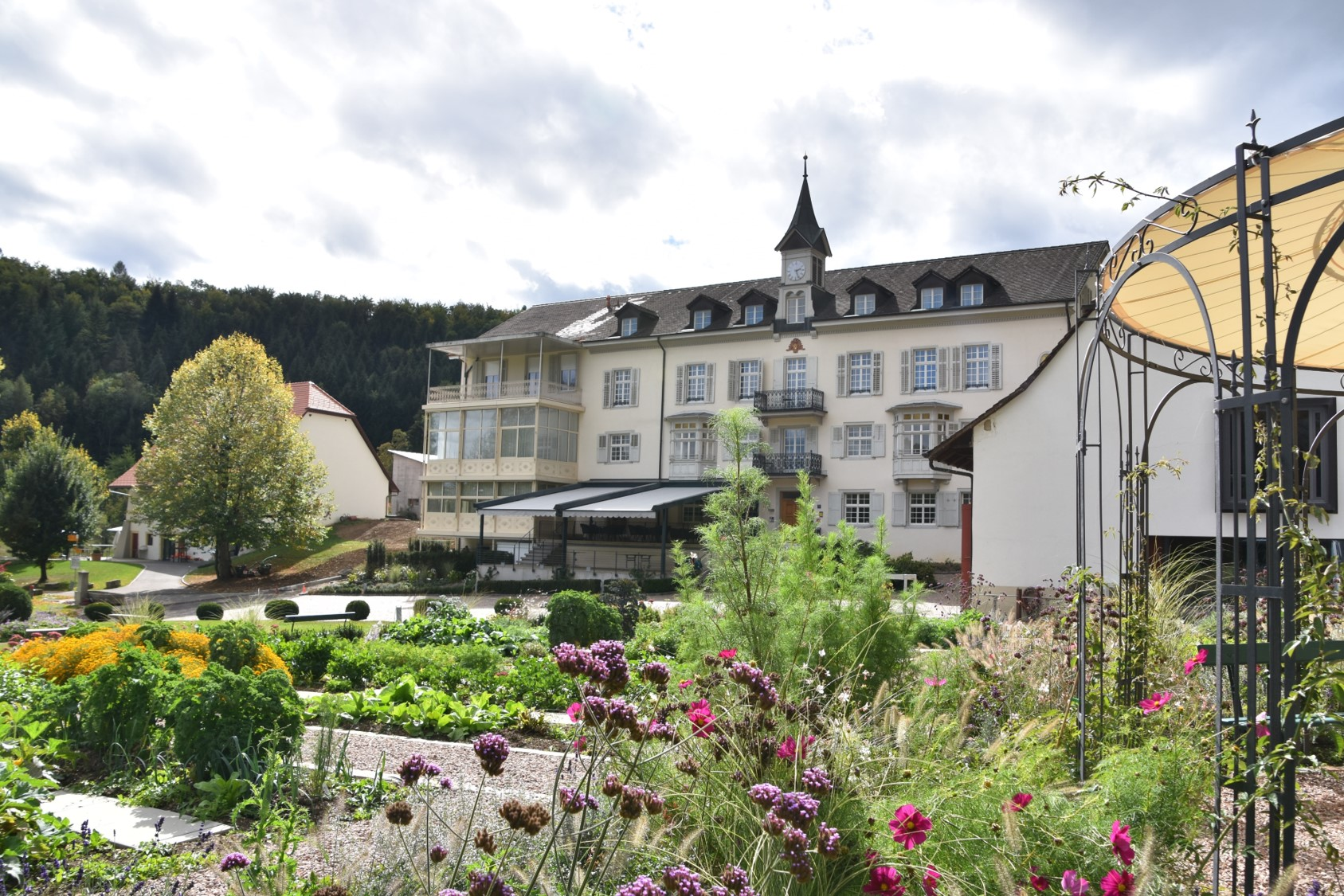
Bad Schauenburg vom Garten aus Sept. 2018
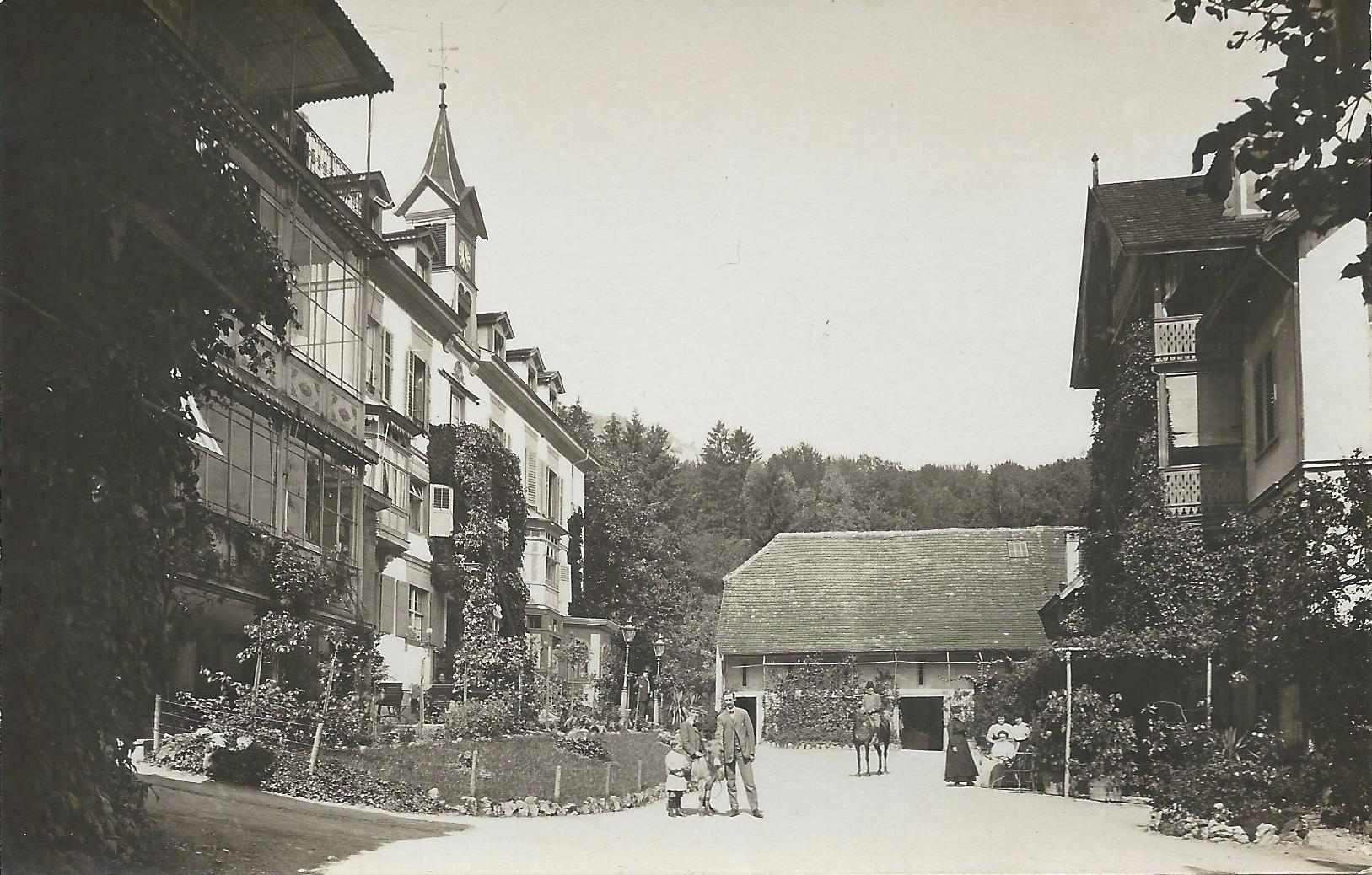
Bad Schauenburg mit Hof ca. 1910
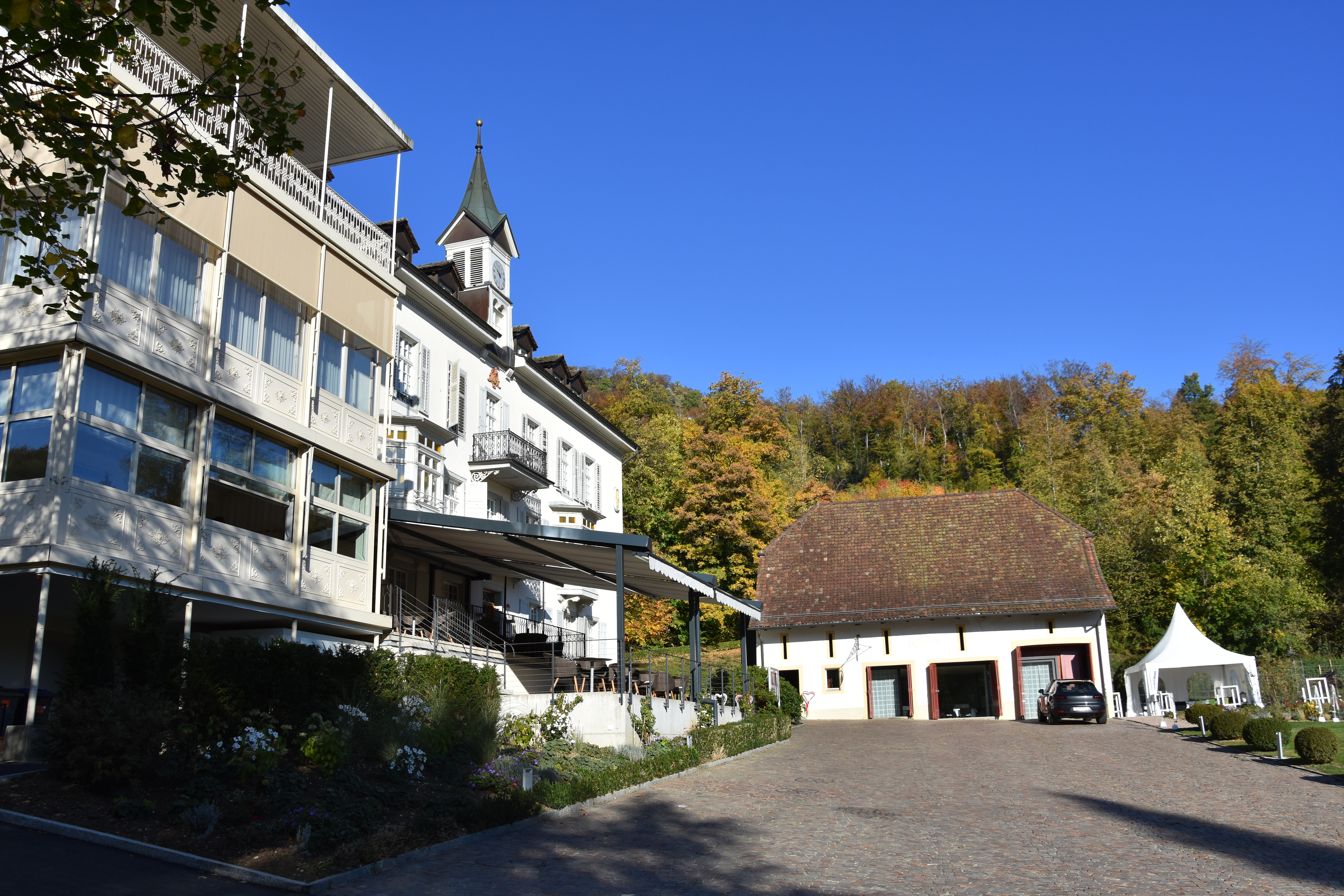
Bad Schauenburg mit Hof Okt. 2018
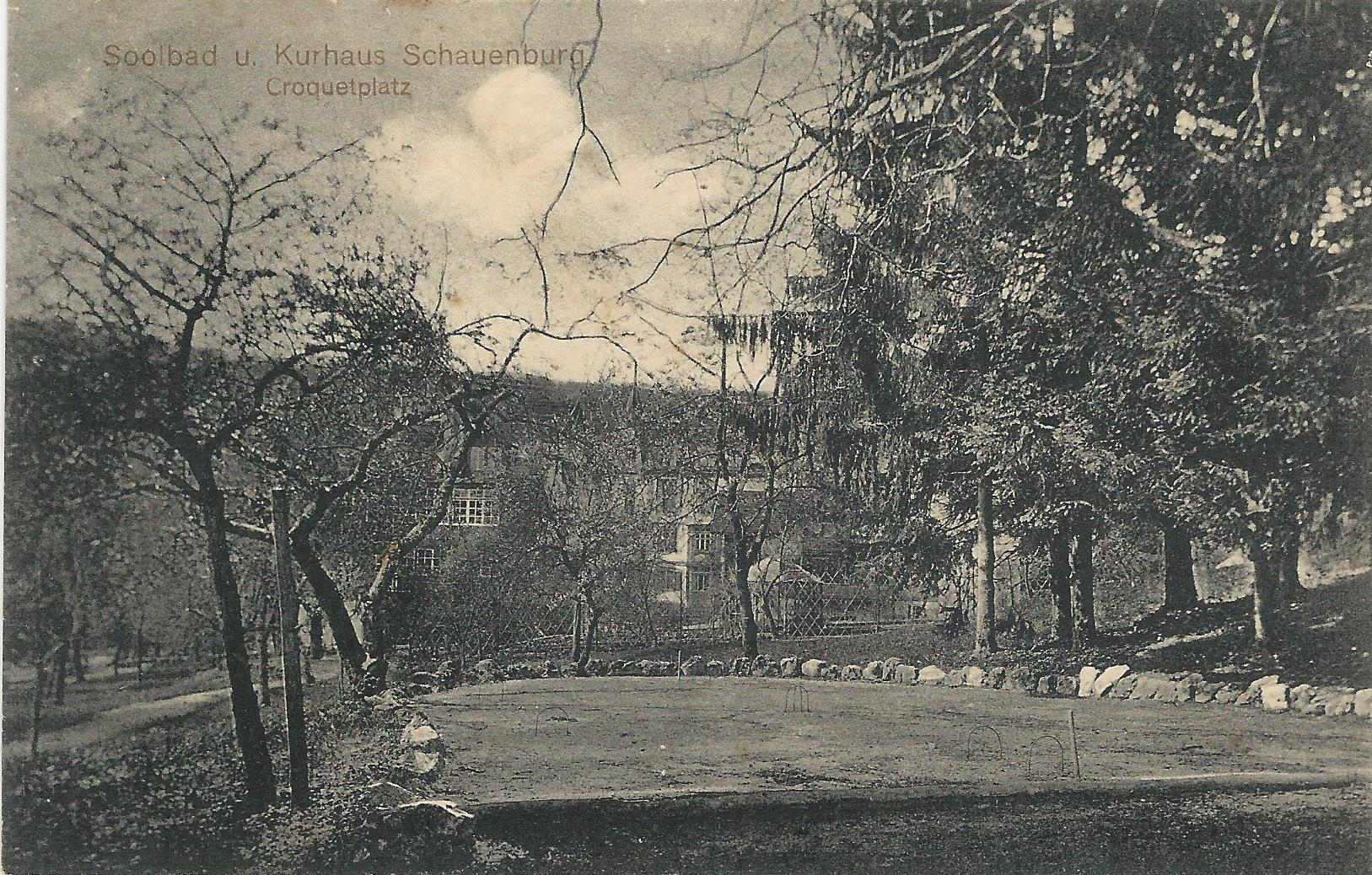
Bad Schauenburg Croquetplatz, Postkarte ca. 1910
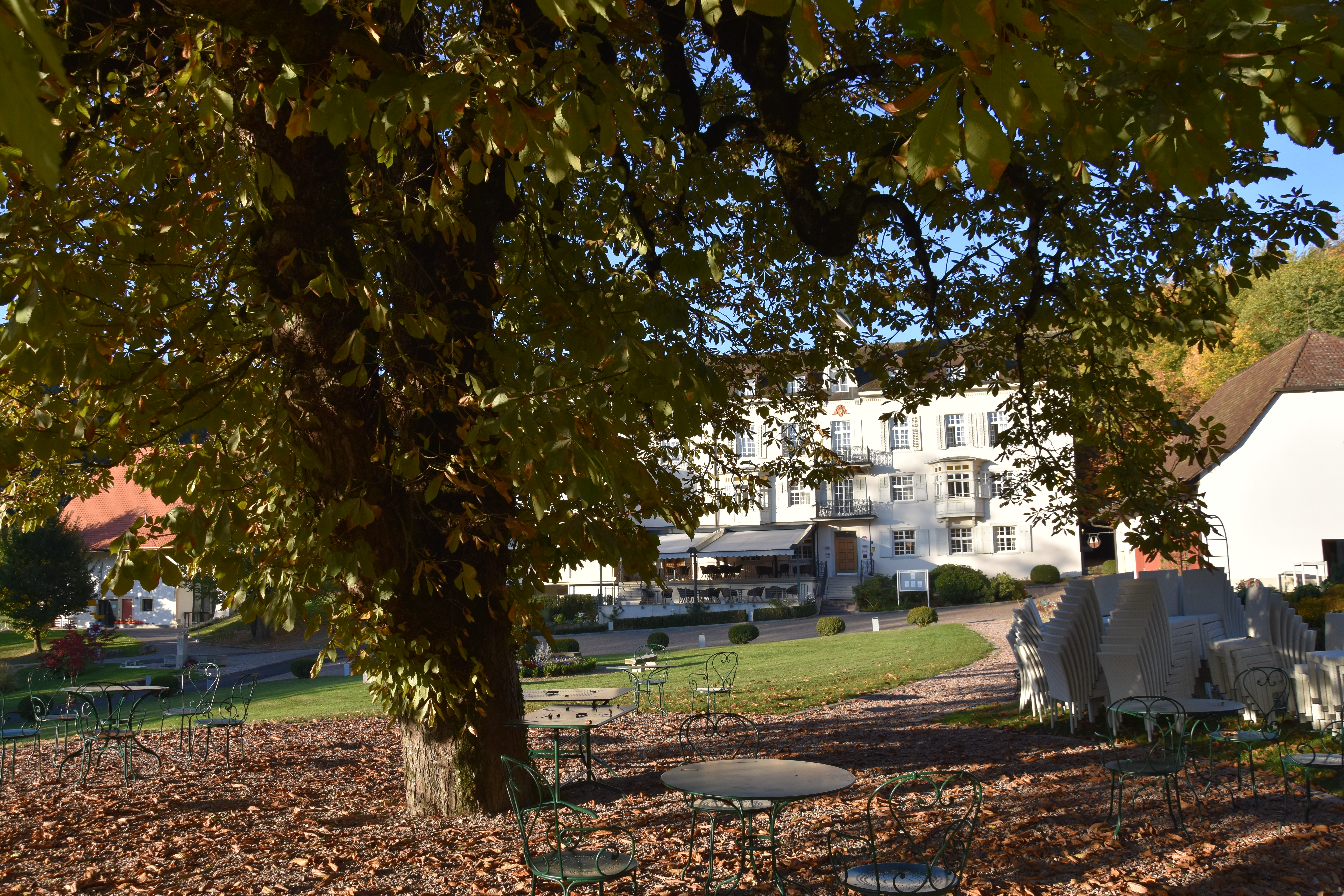
Bad Schauenburg unter dem Kastanienbaum Okt. 2018
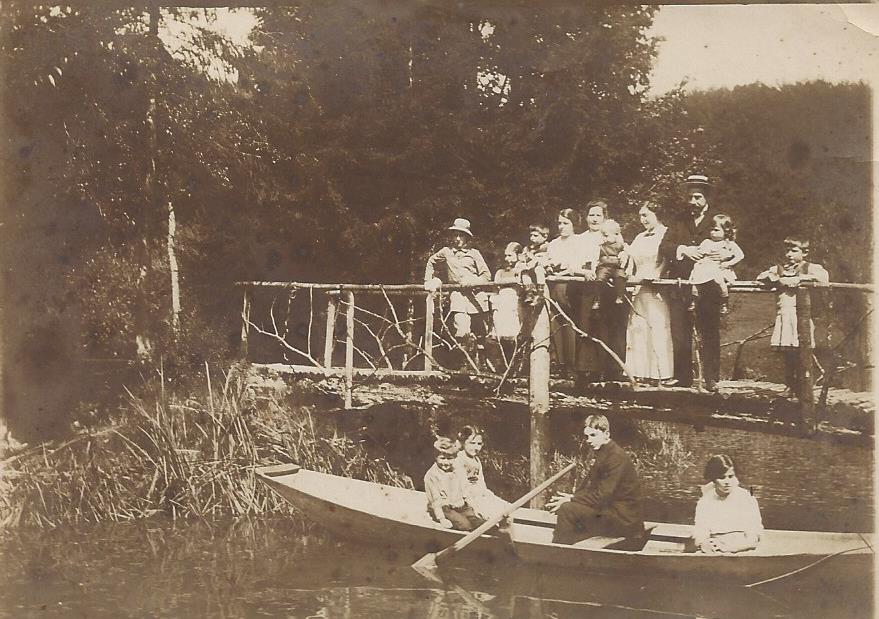
Bad Schauenburg grosser Weiher ca. 1910
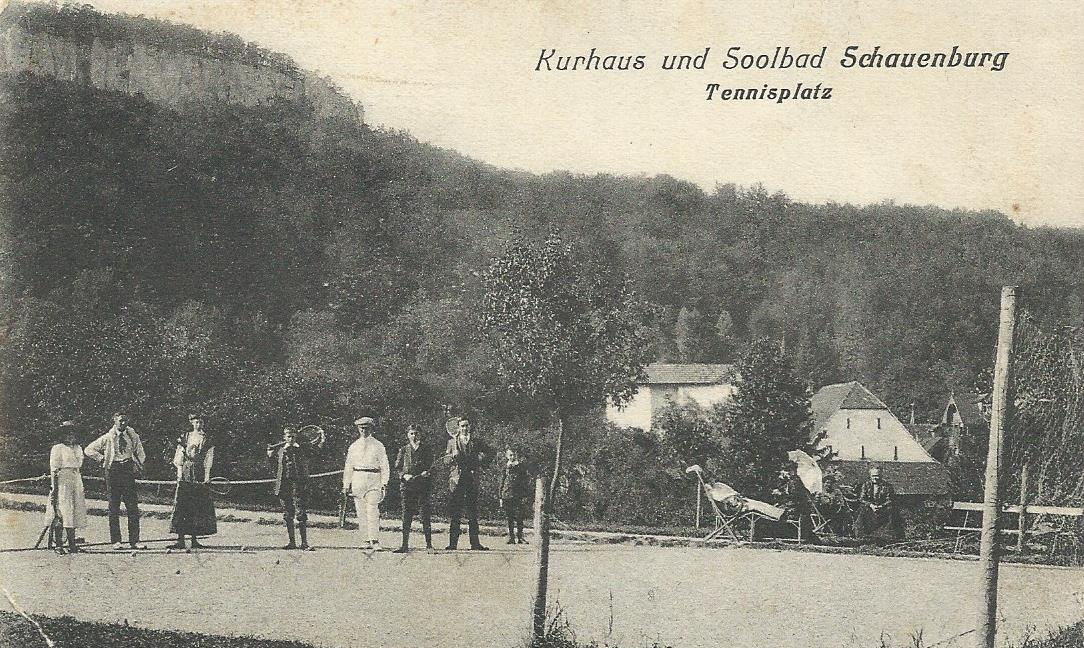
Tennisplatz ca. 1910
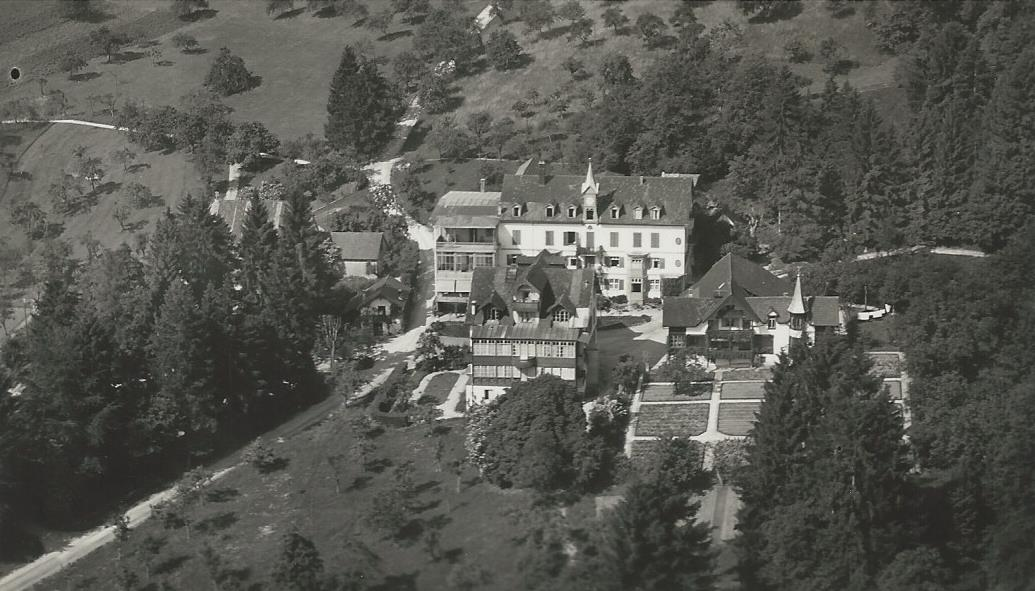
Luftaufnahme von Osten ca. 1935
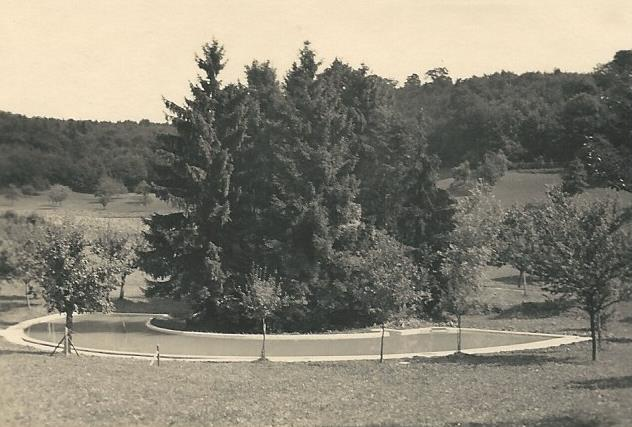
Schwimmbad von 300m2 an Stelle des Weihers 1935
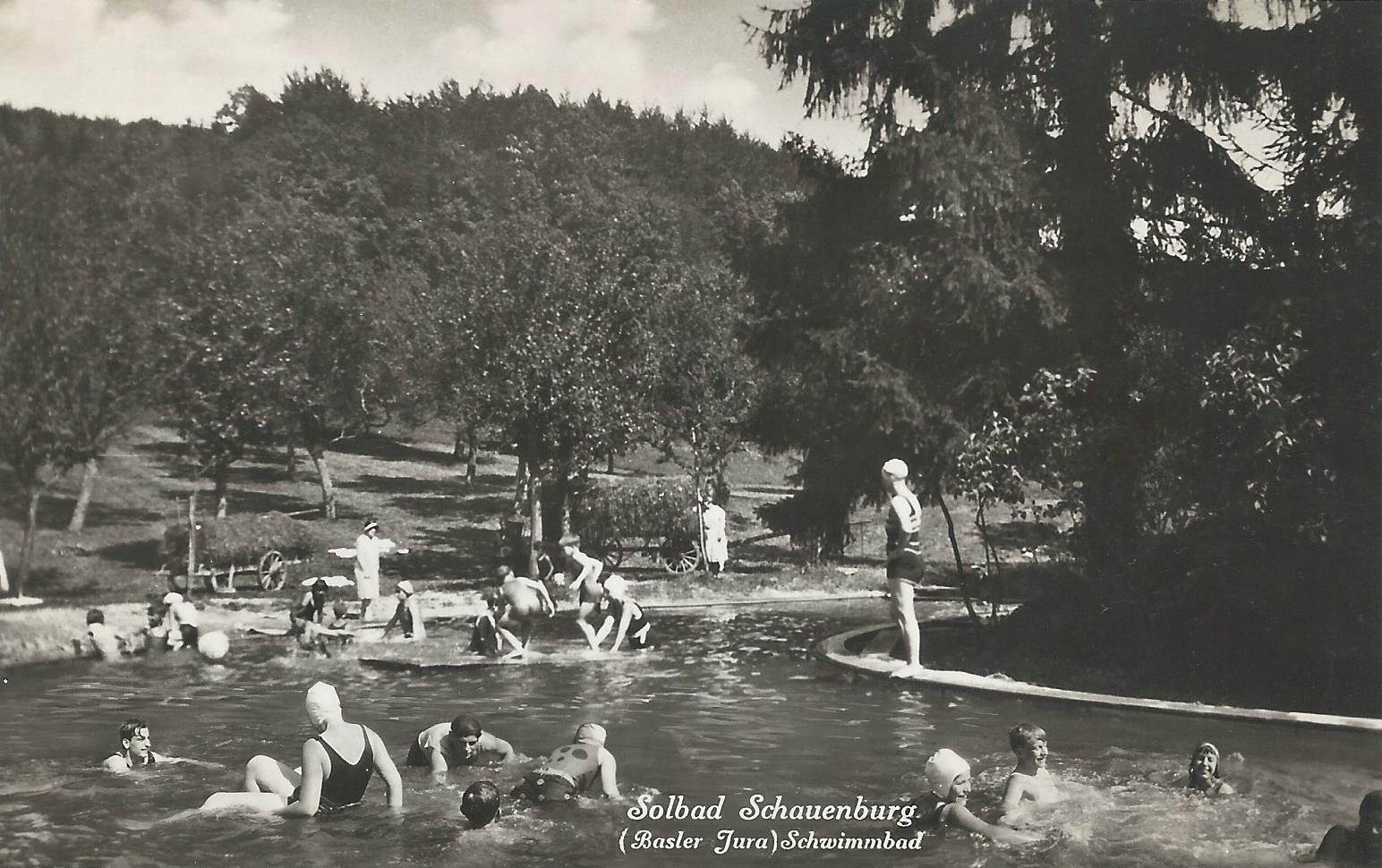
Schwimmbad Postkarte ca. 1932
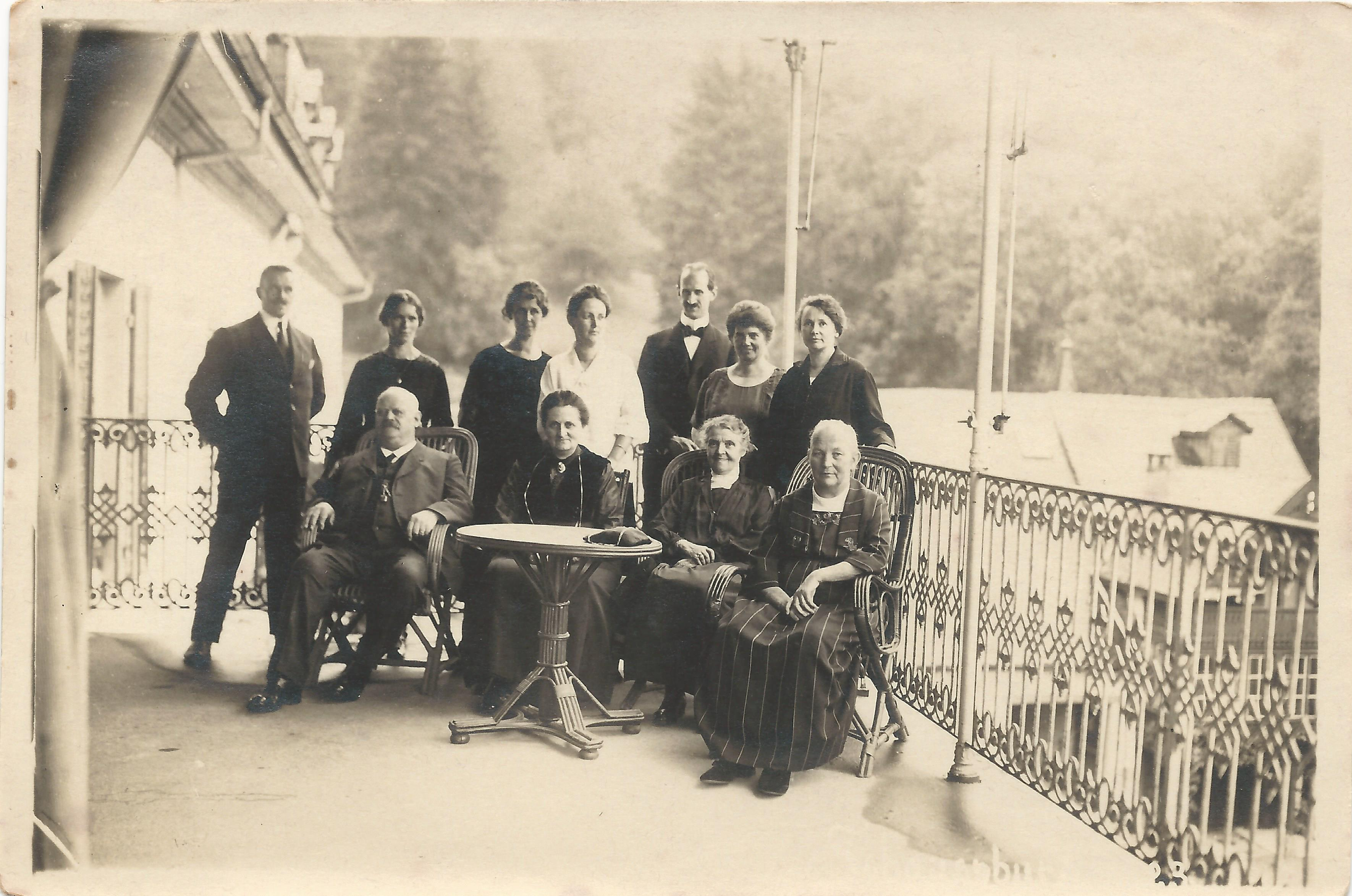
Veranda 1923 mit Gästen
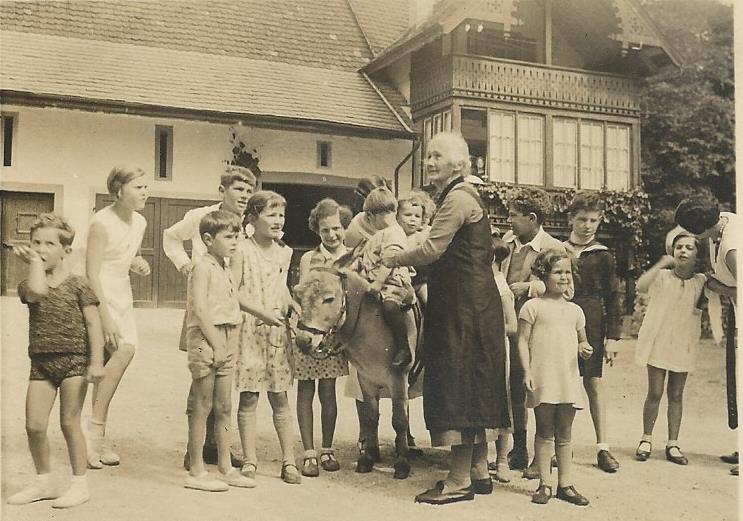
Sommerferien für Kinder ca. 1935
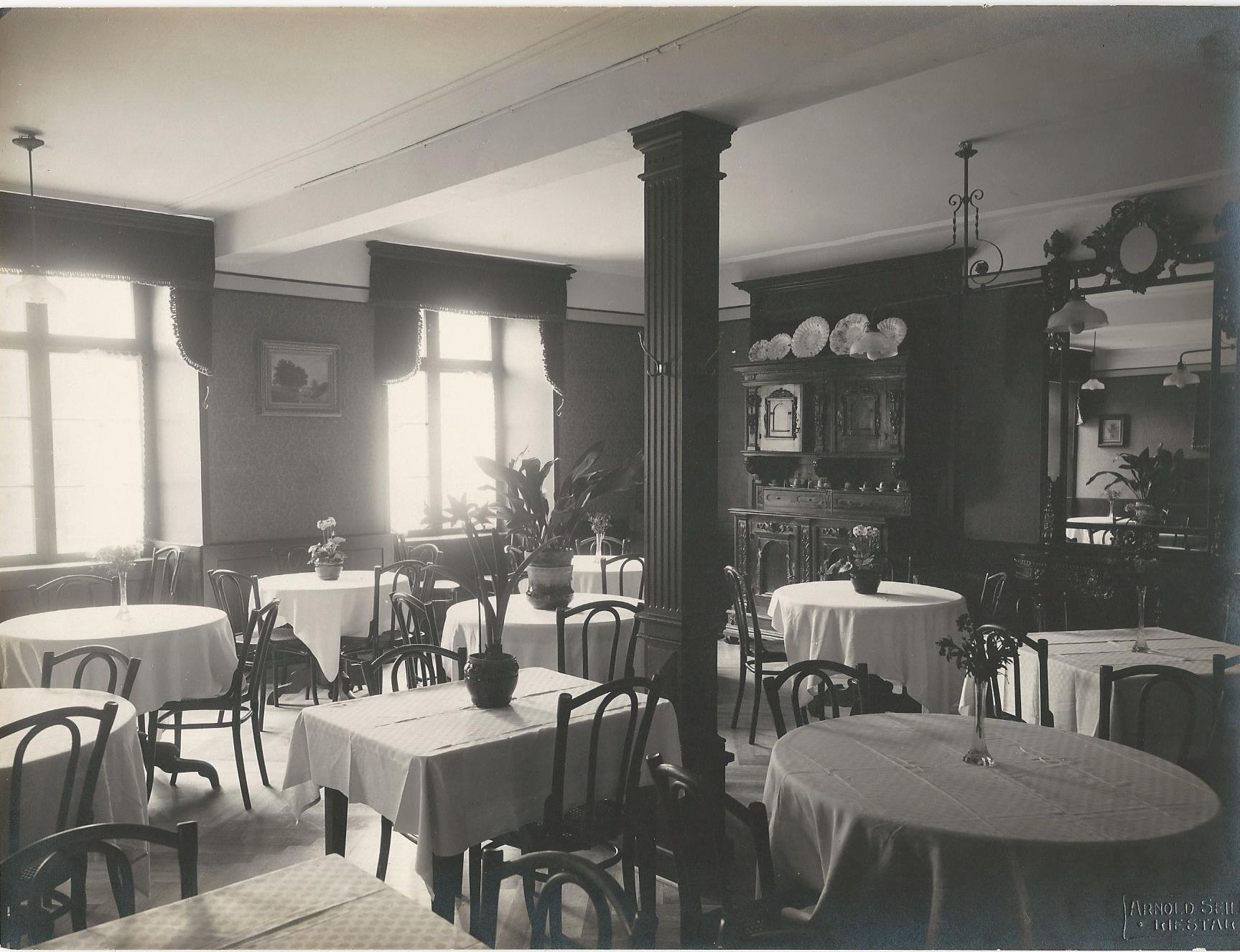
Speisesaal EG ca. 1917
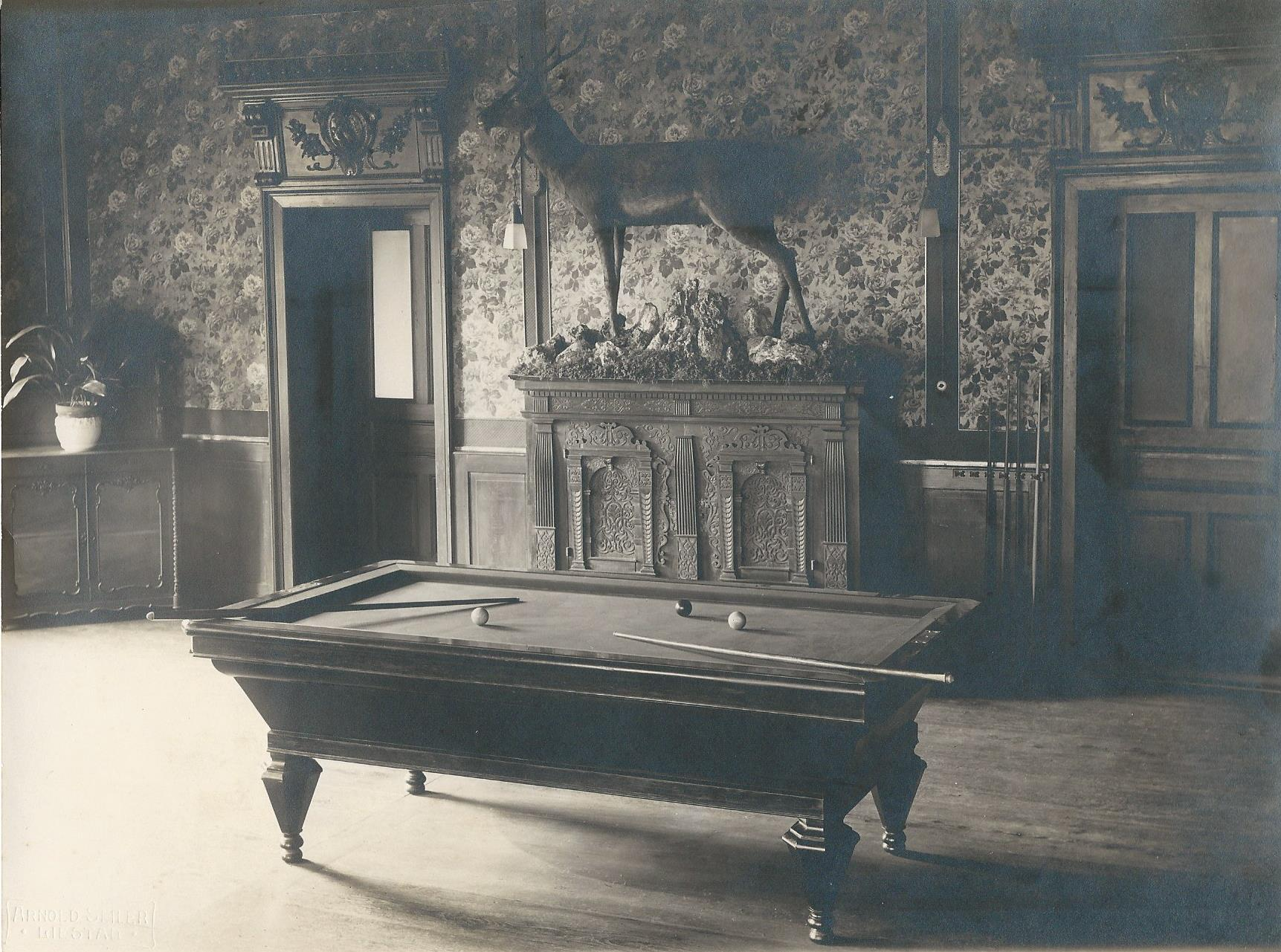
Saal 1. OG mit Billard ca. 1917
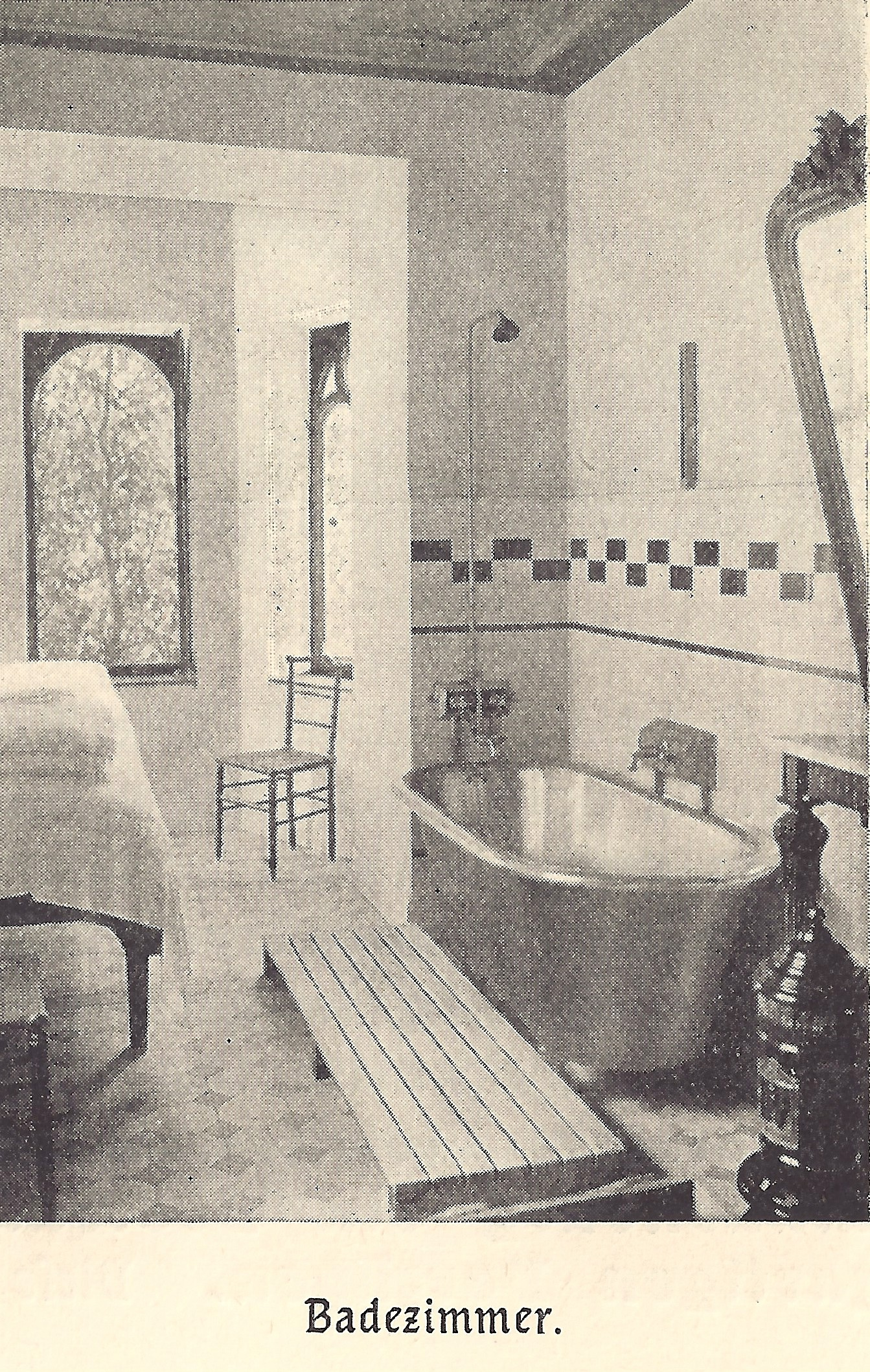
Badezimmer EG 1917
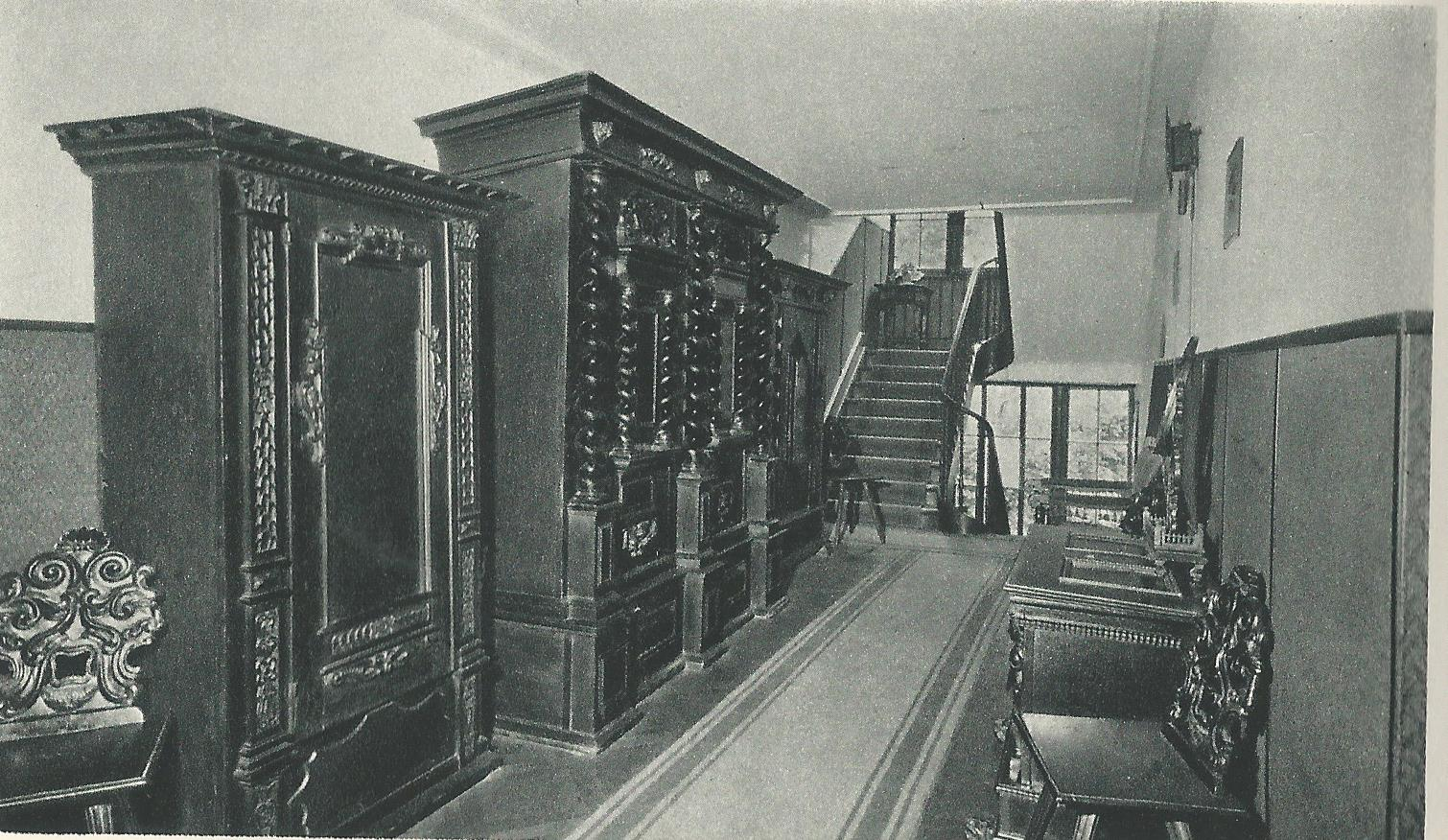
Korridor 1930
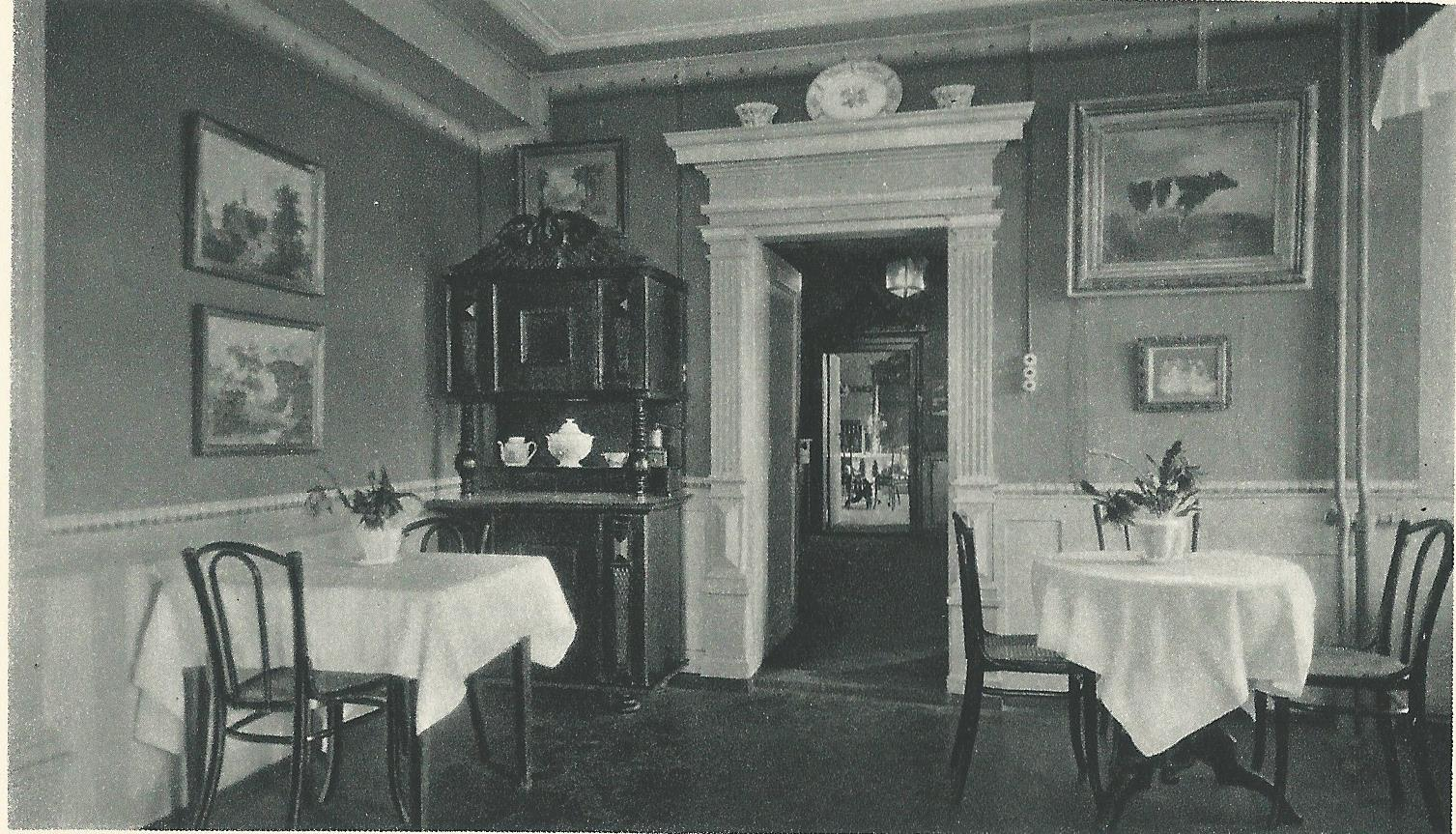
Gasträume 1930
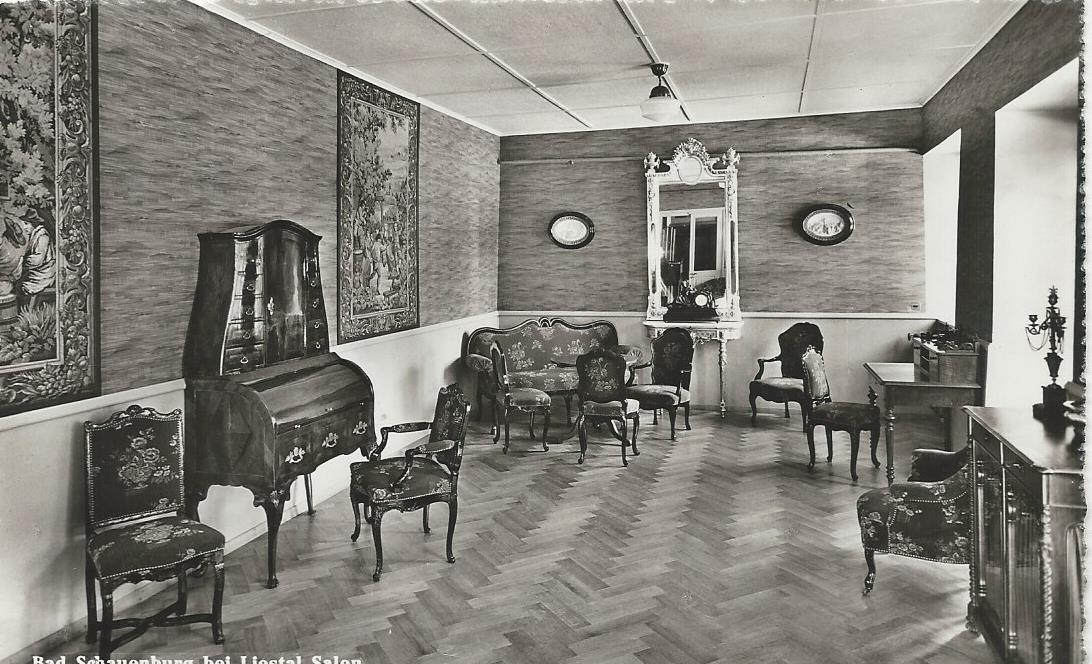
Salon / Aufenthaltsraum ca. 1931
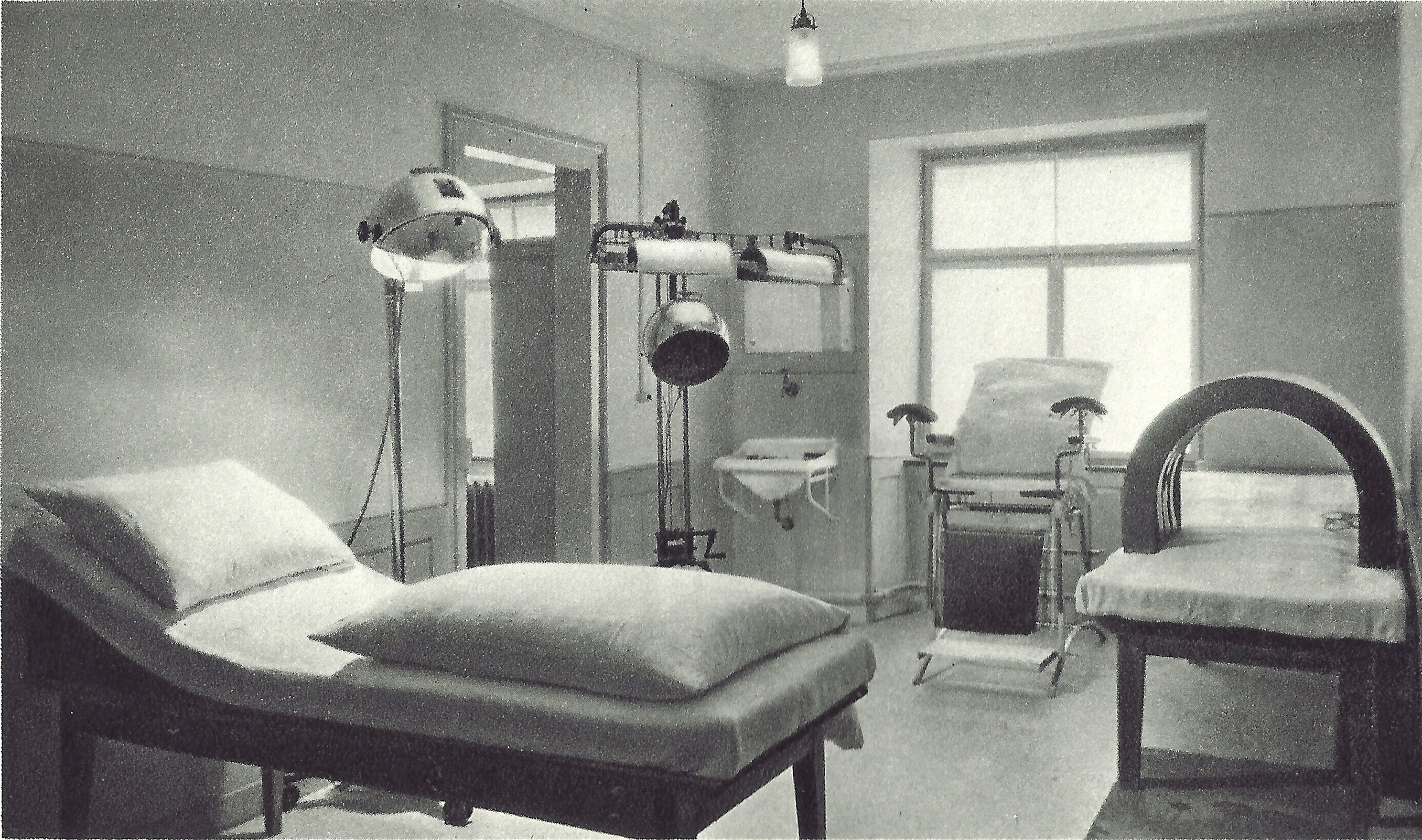
med. Einrichtungen OG ca. 1930
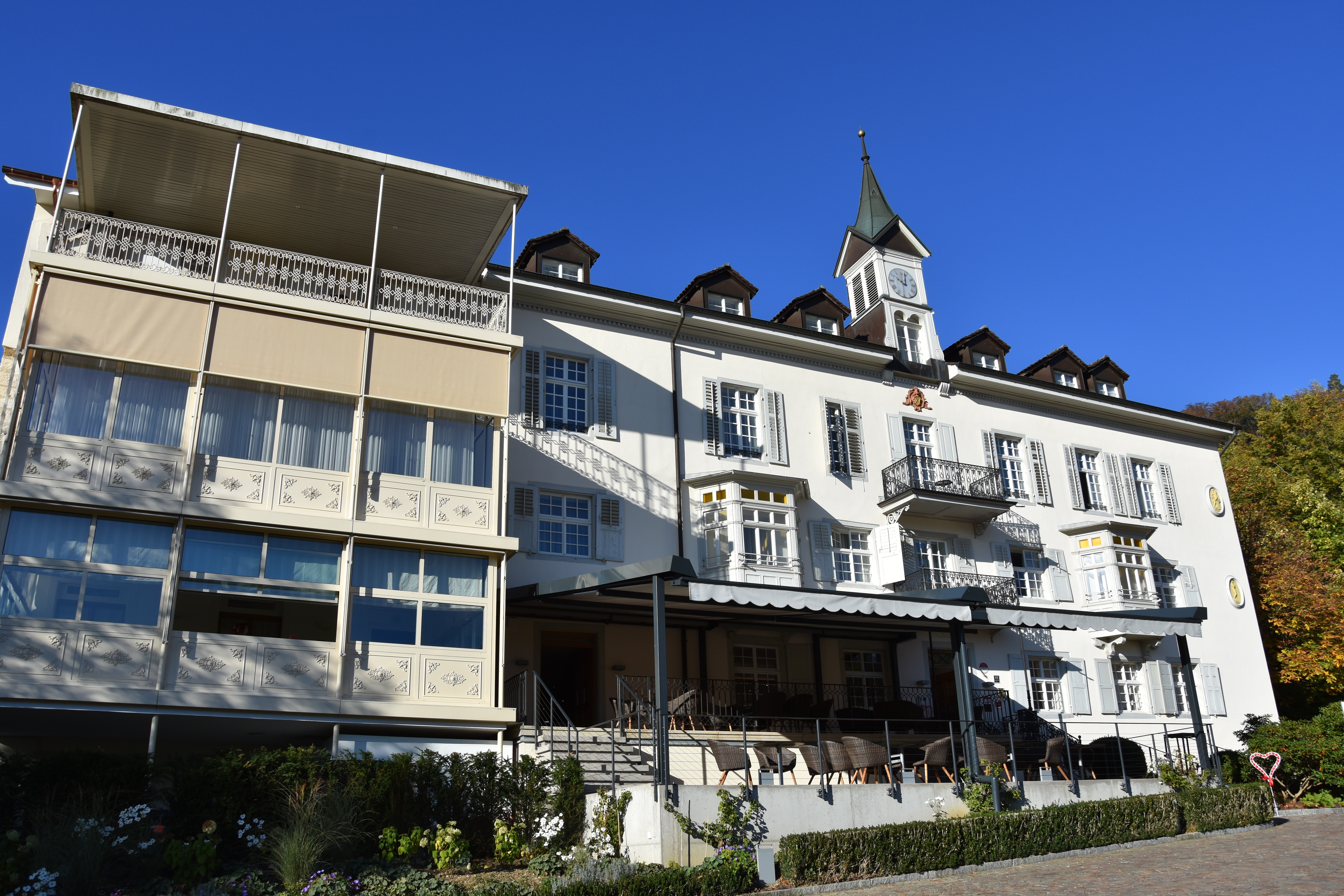
Bad Schauenburg Hauptgebäude Okt. 2018
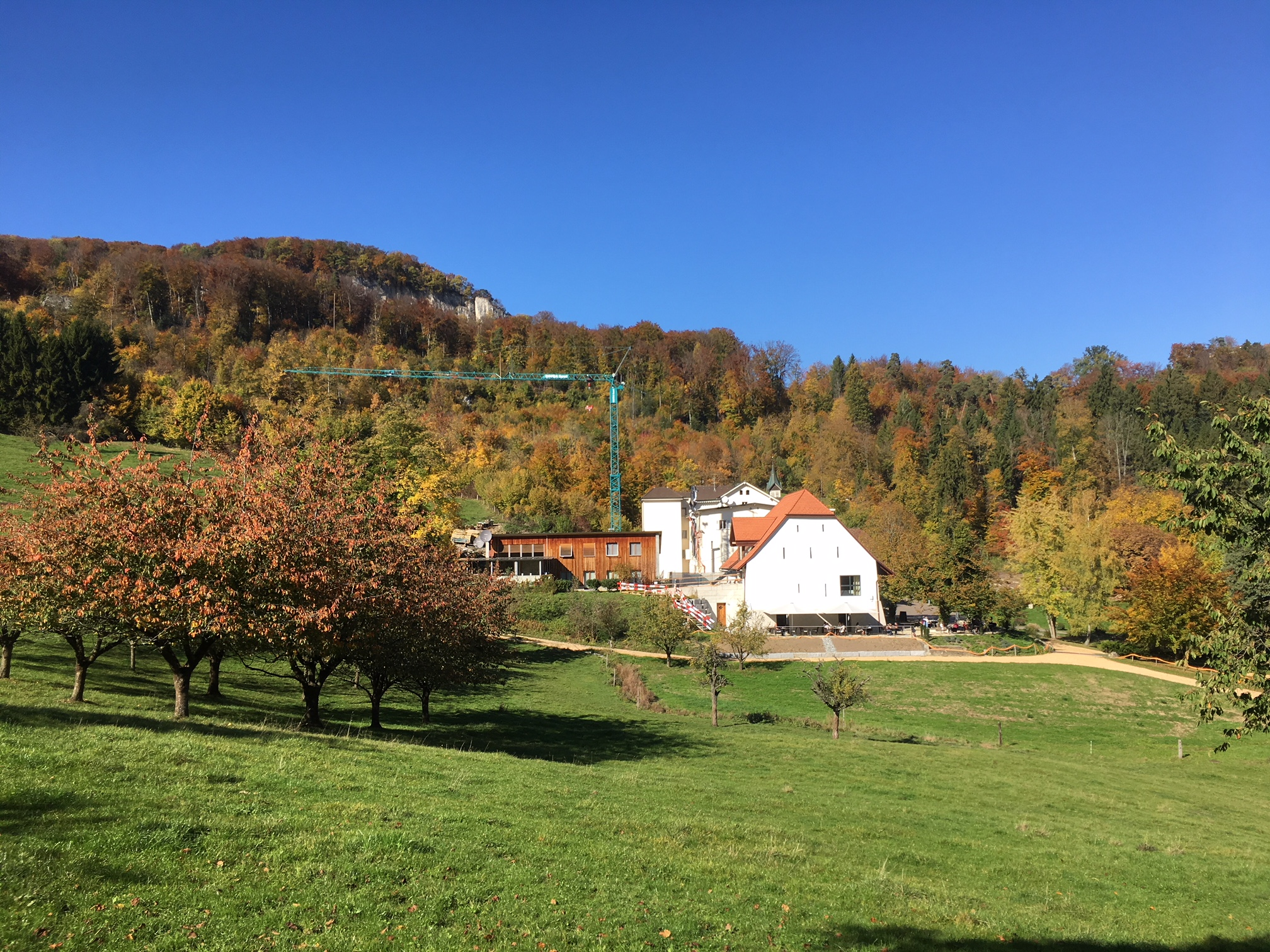
Bad Schauenburg und Schauenegg mit Fluh
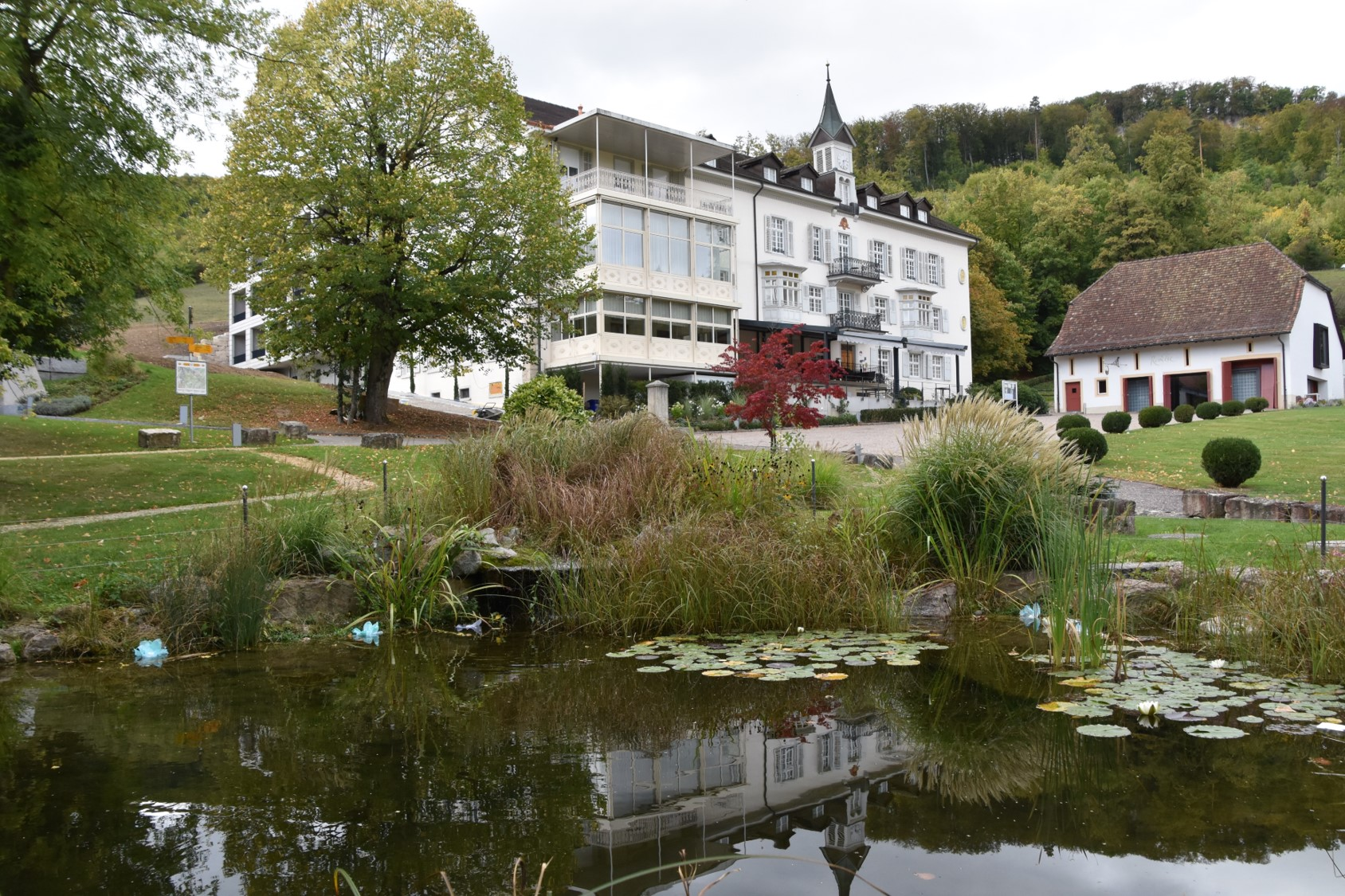
Bad Schauenburg mit Weiher Sept. 2018
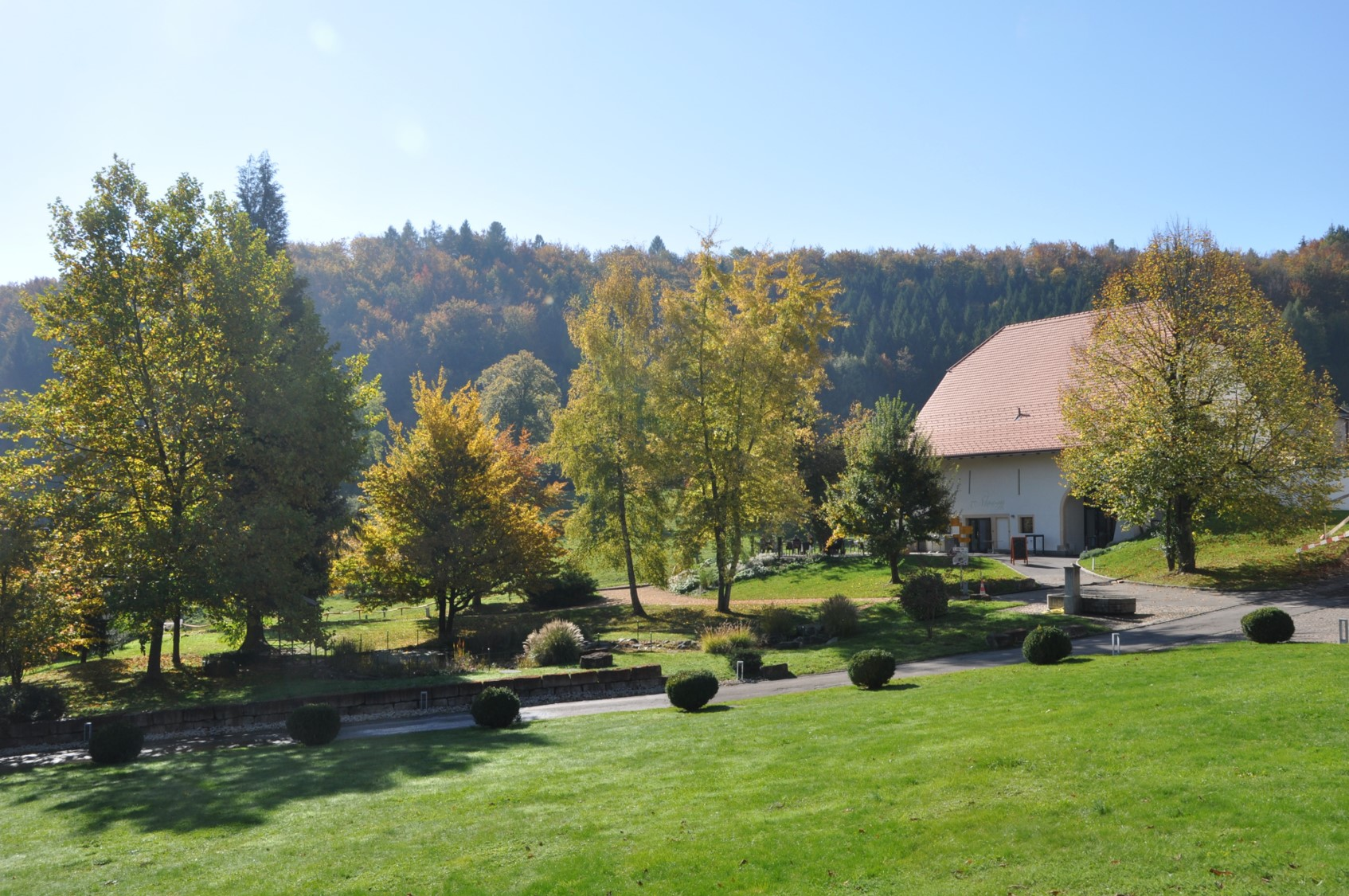
Rest. Schauenegg – Bad Schauenburg
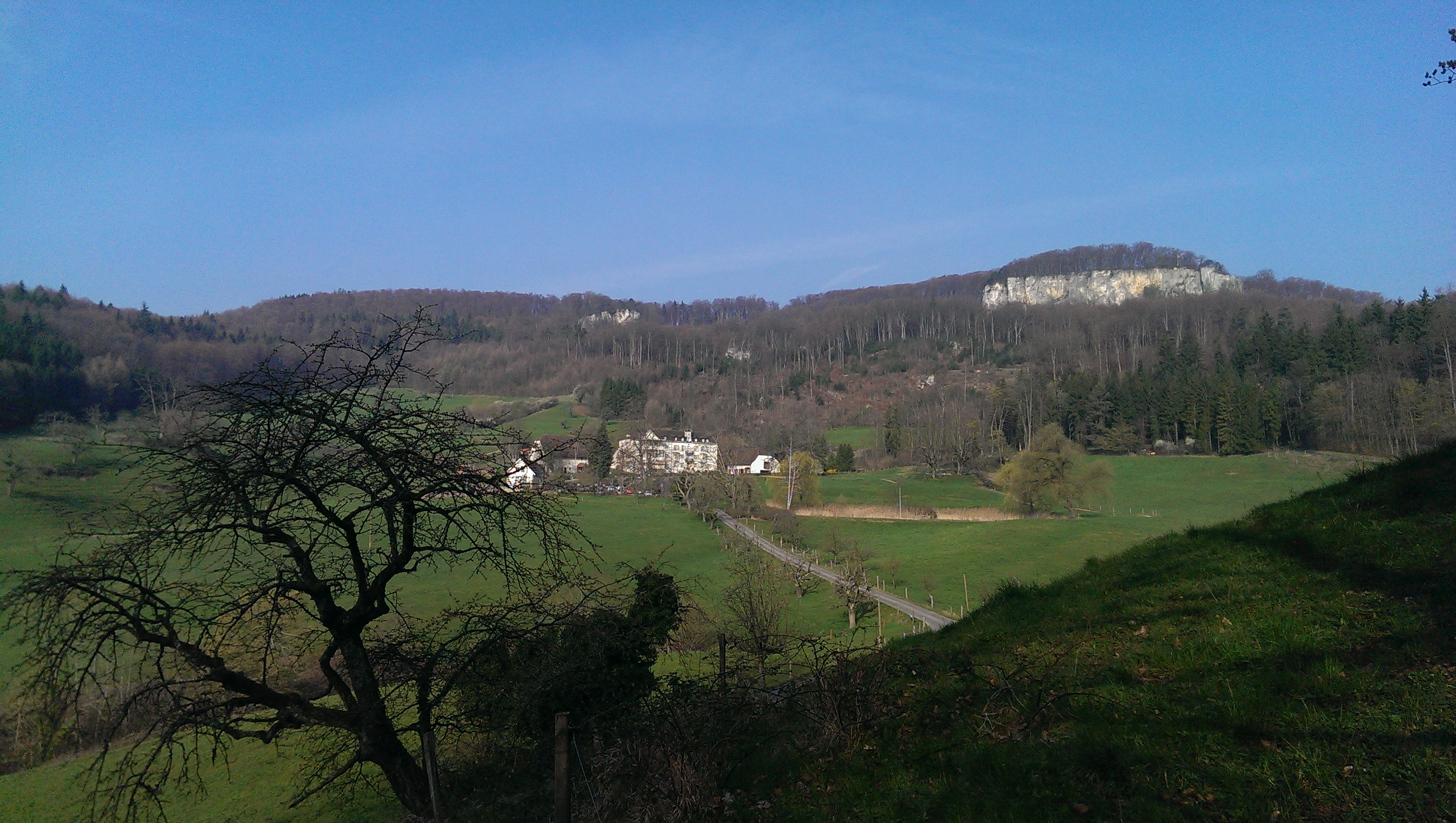
Landschaft Bad Schauenburg
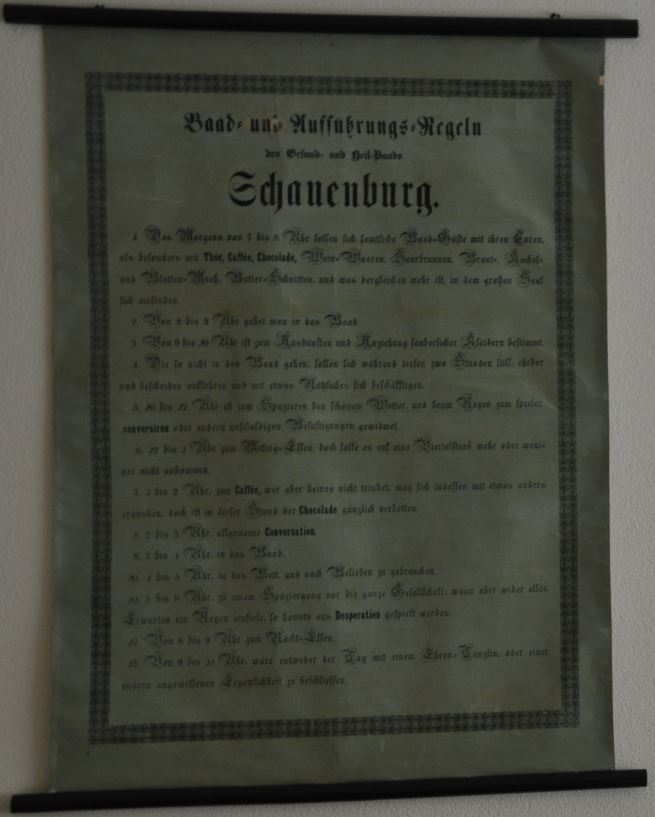
Baad- und Aufführungsregeln des Gesund und Heilbaads Schauenburg, 1764 Teil 1
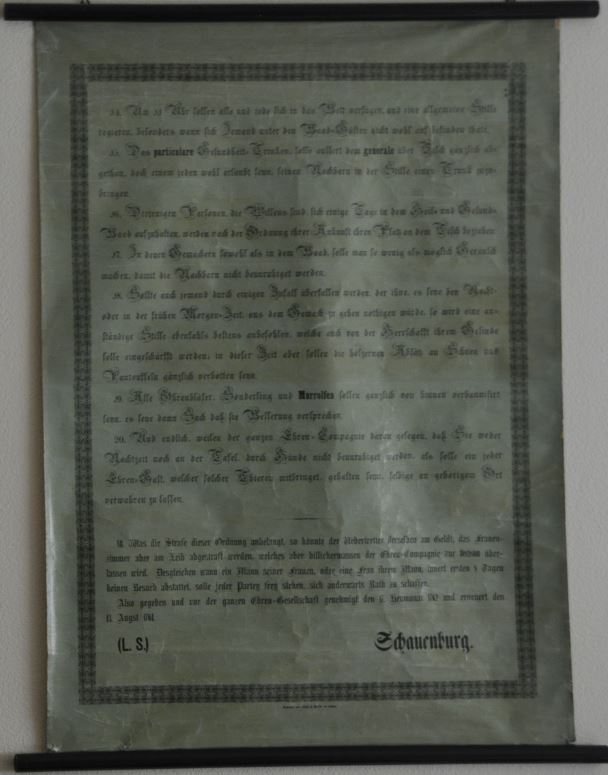
Baad- und Aufführungsregeln des Gesund und Heilbaads Schauenburg, 1764 Teil 2